# 12. März
Der 12. März ist der 71. Tag des gregorianischen Kalenders (der 72. in Schaltjahren), somit bleiben 294 Tage bis zum Jahresende.

## Ereignisse

### Politik und Weltgeschehen

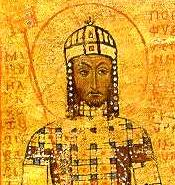
1171: Manuel I.

- 1088: Kardinalbischof Eudes wird im Konklave zum Papst gewählt und nimmt den Namen Urban II. an. Er geht später als Initiator des Ersten Kreuzzuges (1096–1099) in die Geschichte ein.
- 1171: Nach Ausschreitungen gegen die in Konstantinopel ansässigen genuesischen Kaufleute lässt Kaiser Manuel I. Komnenos alle Venezianer im Byzantinischen Reich verhaften und enteignen, da er die Republik Venedig für den Vorfall verantwortlich macht. Es kommt zum Bruch der Beziehungen zwischen Byzanz und Venedig.
- 1470: In der Zeit der Rosenkriege endet die Schlacht von Losecote Field mit einem Erfolg des Hauses York unter Englands König Eduard IV.
- 1560: Der genuesische Admiral Giovanni Andrea Doria nimmt die osmanische Insel Djerba ein. Zur Rückeroberung der strategisch wichtigen Insel, deren Besitzer die Seewege zwischen Algier, Tripolis und Tunis kontrolliert, entsendet Sultan Süleyman I. eine Flotte von 120 Schiffen unter Piale Pascha. In der Folge kommt es am 9. Mai zur Seeschlacht von Djerba zwischen den Osmanen und der von Doria befehligten christlichen Flotte.

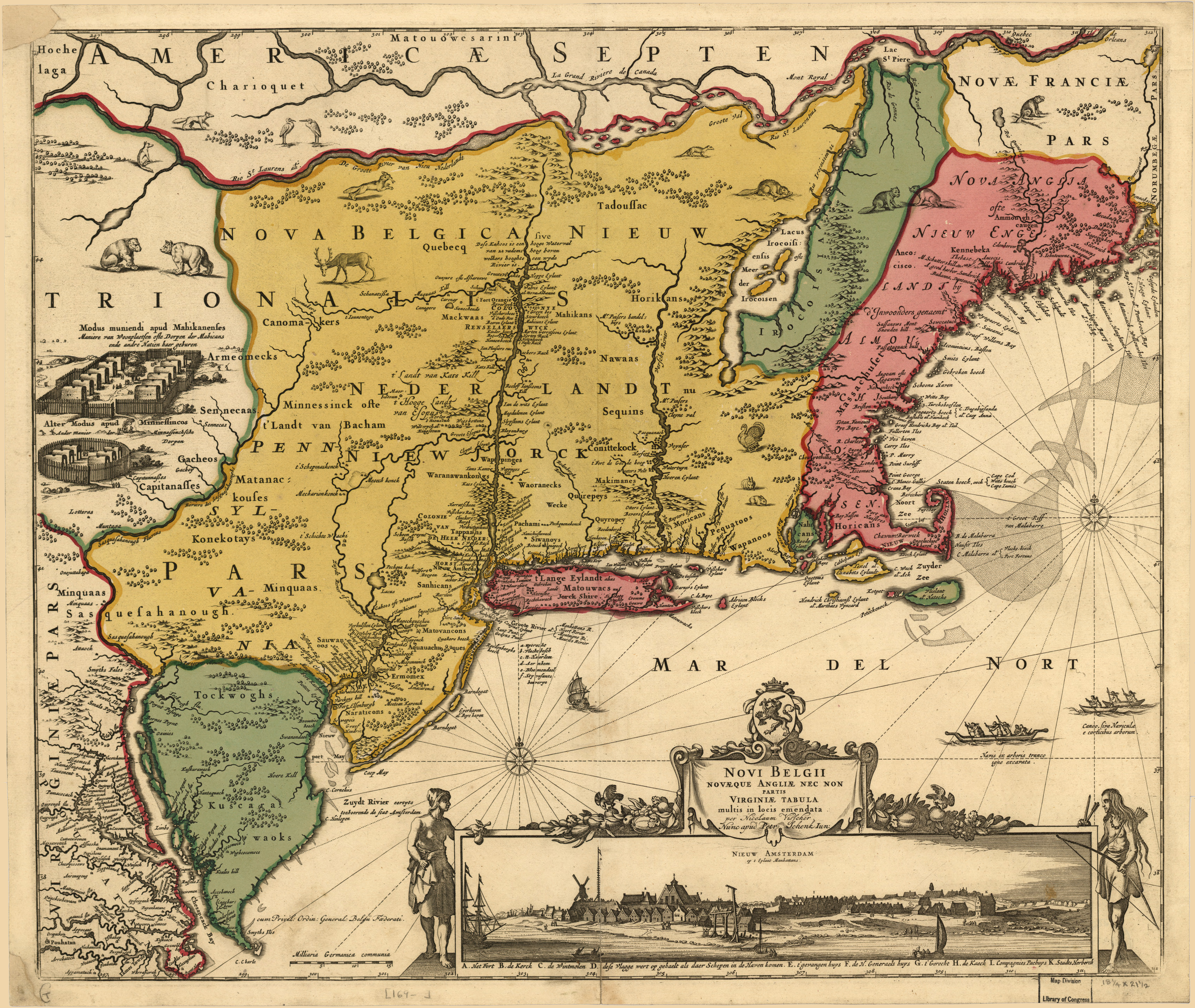
1664: Nieuw Nederland

- 1664: Englands König Karl II. überträgt seinem Bruder Jakob, dem Duke of York und Oberbefehlshaber der englischen Flotte, den Besitz der gesamten niederländischen Atlantikküste Nordamerikas, die jedoch als Kolonie Nieuw Nederland den Niederlanden gehört. Die königliche Entscheidung beschwört prompt zwischen beiden Staaten Auseinandersetzungen herauf.
- 1689: Der frühere englische König Jakob II. landet mit 5000 französischen Soldaten in Irland, dessen Parlament sich der Glorious Revolution nicht angeschlossen hat, und sichert sich in der Folge mit Unterstützung der Jakobiten die Herrschaft im Großteil des Königreichs.

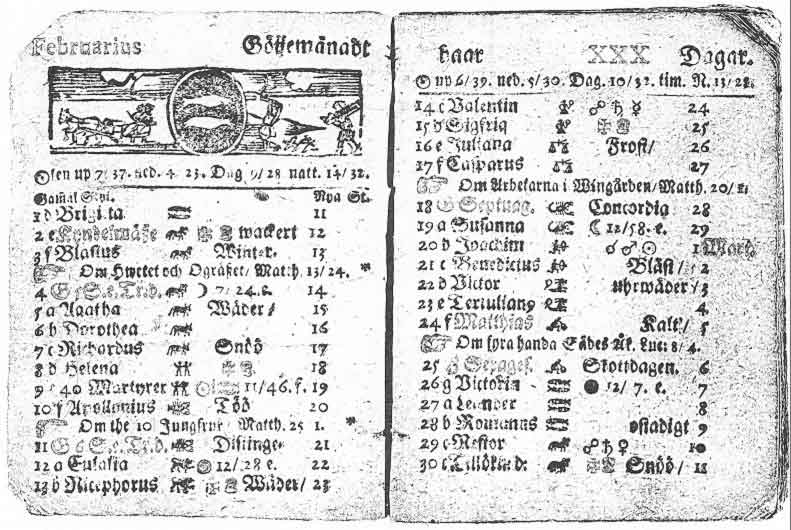
1712: Schwedischer Kalender

- 1712: Schweden wechselt zurück zum Julianischen Kalender. In Schweden ist das Datum der 1. Märzjul., der Tag davor war der 30. Februarschwed..
- 1849: König Karl Albert von Sardinien-Piemont erklärt dem Kaisertum Österreich den Krieg, weil Deputiertenkammer und das Volk eine Fortsetzung des mit der Märzrevolution begonnenen Unabhängigkeitskampfes in Norditalien während des Risorgimento wünschen.
- 1854: Nachdem der russische Zar Nikolaus I. einen westlichen Friedensvorschlag zurückgewiesen hat, verbünden sich Großbritannien und Frankreich mit dem Osmanischen Reich, das sich mit Russland im Krieg befindet. Der Konflikt wächst sich zum Krimkrieg aus.
- 1868: Der Ire Henry James O’Farrell verübt auf den britischen Prinzen Alfred, den zweitgeborenen Sohn von Königin Victoria, während dessen Australienaufenthalts ein Schussattentat, verletzt ihn jedoch nur leicht. Alfred kann schon einen Monat später seine Reise wieder aufnehmen.
- 1870: Antoine d’Orléans, duc de Montpensier, der sich Hoffnungen auf den spanischen Thron macht, tötet in einem Duell den Infanten Heinrich von Bourbon, den Bruder von Spaniens Titularkönig Franz.

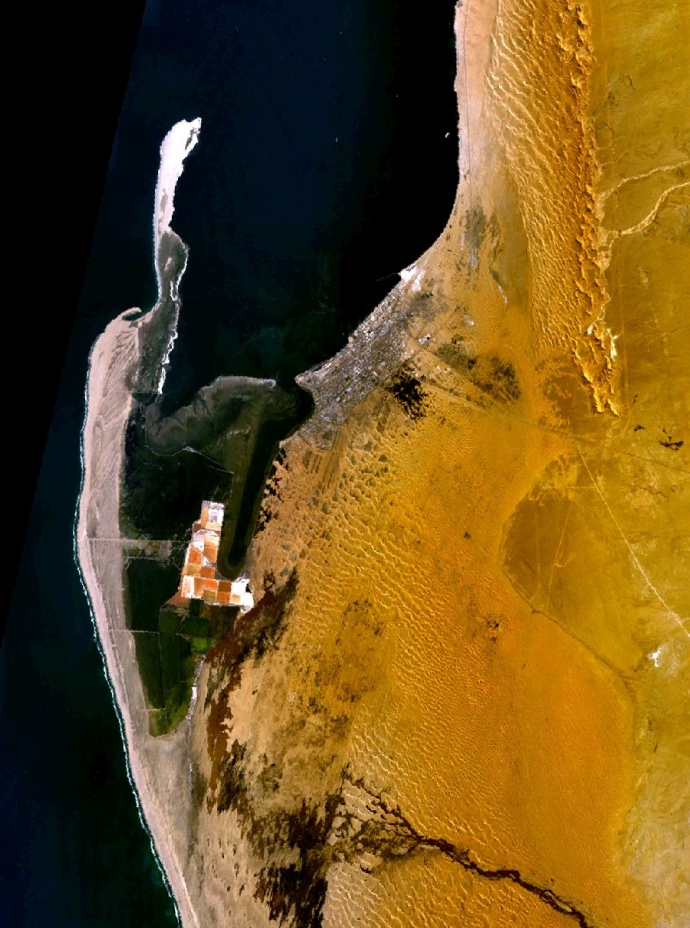
1878: Walfischbucht

- 1878: Die Walfischbucht und ein sie umgebender Landstreifen im südwestlichen Afrika werden britischer Besitz.
- 1879: Während des Zulukrieges erleidet ein Detachement der britischen Armee, das einen Nachschubkonvoi begleitet, am Fluss Ntombe eine empfindliche Niederlage gegen eine Zulu-Streitmacht.

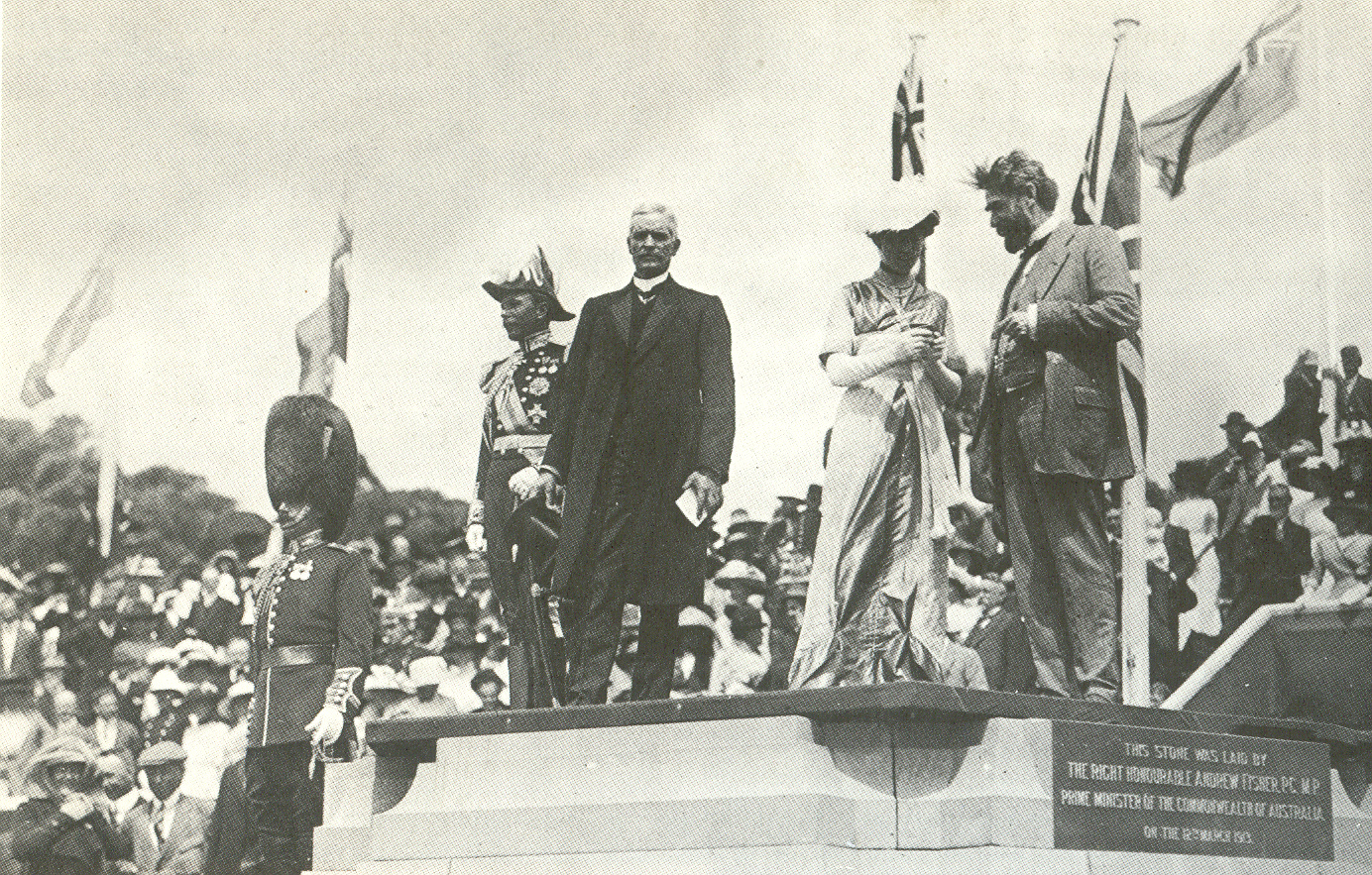
1913: Stadttaufe Canberras

- 1913: Mit einer Zeremonie auf dem Kurrajong Hill wird die zukünftige australische Hauptstadt auf den Namen Canberra getauft.
- 1917: Der russische Zar Nikolaus II. löst im Zuge der Februarrevolution die Duma auf. Diese hält daraufhin eine „private Versammlung“ ab, in der ein Provisorisches Komitee zur Wiederherstellung der öffentlichen Ordnung eingesetzt wird.
- 1918: Nach der Machtübernahme durch die Bolschewiki in Russland wird Moskau anstelle von Petrograd zur Hauptstadt der Russischen SFSR. Die Regierung zieht in den Moskauer Kreml.
- 1920: Am späten Abend und in der Nacht marschieren meuternde Reichswehr-Offiziere mit ihren Leuten nach Berlin. Der abgesetzte General Walther von Lüttwitz steuert die Operation, die den Auftakt zum Kapp-Putsch bildet.
- 1922: Durch einen Zusammenschluss Georgiens, Armeniens und Aserbaidschan wird die Transkaukasische Republik gegründet. Ihre Hauptstadt wird Tiflis.

1929: Der Artikel in der Weltbühne

- 1929: Die Weltbühne bringt einen Artikel über den geheimen Aufbau einer Luftwaffe in der Weimarer Republik. Mehr als zwei Jahre später führt das zum Weltbühne-Prozess gegen Autor Walter Kreiser und Herausgeber Ossietzky wegen Landesverrats.

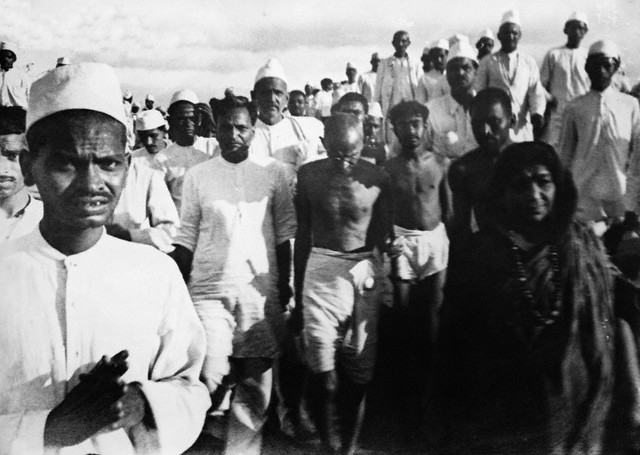
1930: Salzmarsch

- 1930: Mahatma Gandhi bricht mit 78 seiner Gefolgsleute zum sogenannten Salzmarsch auf, um in einem Akt des zivilen Ungehorsams das britische Salzmonopol zu brechen.
- 1930: Der Deutsche Reichstag billigt den Young-Plan, wonach Deutschland bis zum Jahr 1988 Reparationszahlungen an die Sieger des Ersten Weltkrieges leisten muss.
- 1933: Mit einer Rede über die Bankenkrise hält US-Präsident Franklin D. Roosevelt während der Großen Depression die erste der 30 als Fireside Chats bezeichneten Ansprachen an das Volk der Vereinigten Staaten.

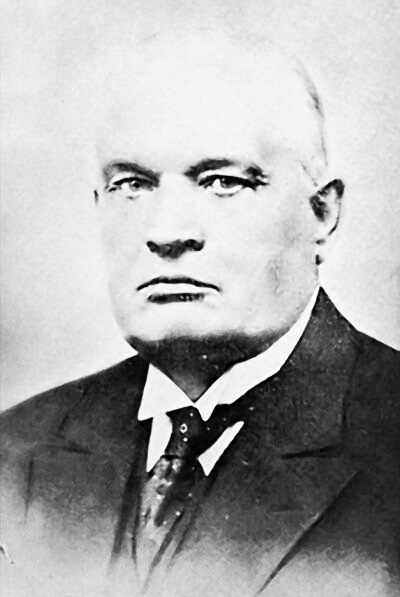
1934: Konstantin Päts

- 1934: In einem Staatsstreich übernehmen das Staatsoberhaupt Konstantin Päts und Armeechef Johan Laidoner die Macht in Estland. Päts verbietet politische Parteien und suspendiert die Meinungs- und Pressefreiheit im Land.
- 1937: Benito Mussolini eröffnet in Italienisch-Libyen die 1822 km lange Via Balbia.
- 1938: Aufgrund der militärischen Weisung des deutschen Reichskanzlers Adolf Hitler vom Vortag rücken Truppen der deutschen Wehrmacht in Österreich ein und vollziehen damit dessen Anschluss an das Deutsche Reich.
- 1945: Einer der größten Luftangriffe des Zweiten Weltkrieges zerstört Dortmund. Es handelt sich um den letzten von insgesamt acht Luftangriffen auf die Stadt.
- 1945: Der Luftangriff auf Swinemünde der 8. US Luftflotte  fordert etwa 4.500 Opfer.
- 1945: Die Wiener Staatsoper gerät nach amerikanischen Bombardements, die eigentlich der Raffinerie in Floridsdorf gegolten haben, in Brand.
- 1947: Während des Kalten Krieges veröffentlicht US-Präsident Harry S. Truman in einer Rede vor dem Kongress die auf der Zwei-Lager-Theorie basierende Truman-Doktrin, die am Anfang der US-amerikanischen Containment-Politik zur Eindämmung des Kommunismus steht.
- 1950: In einer Volksabstimmung in Belgien, die wegen seines unklaren Verhältnisses zum Nationalsozialismus während des Zweiten Weltkriegs abgehalten wird, sprechen sich 57,6 % der Bevölkerung für die Rückkehr von Leopold III. als König aus.

1968: Flagge von Mauritius

- 1968: Mauritius wird von Großbritannien unabhängig, bleibt aber Teil des Commonwealth of Nations. Gleichzeitig wird eine neue Flagge offiziell eingeführt.
- 1971: In der Türkei wird auf Druck des Militärs Süleyman Demirel von Nihat Erim als Ministerpräsident abgelöst.

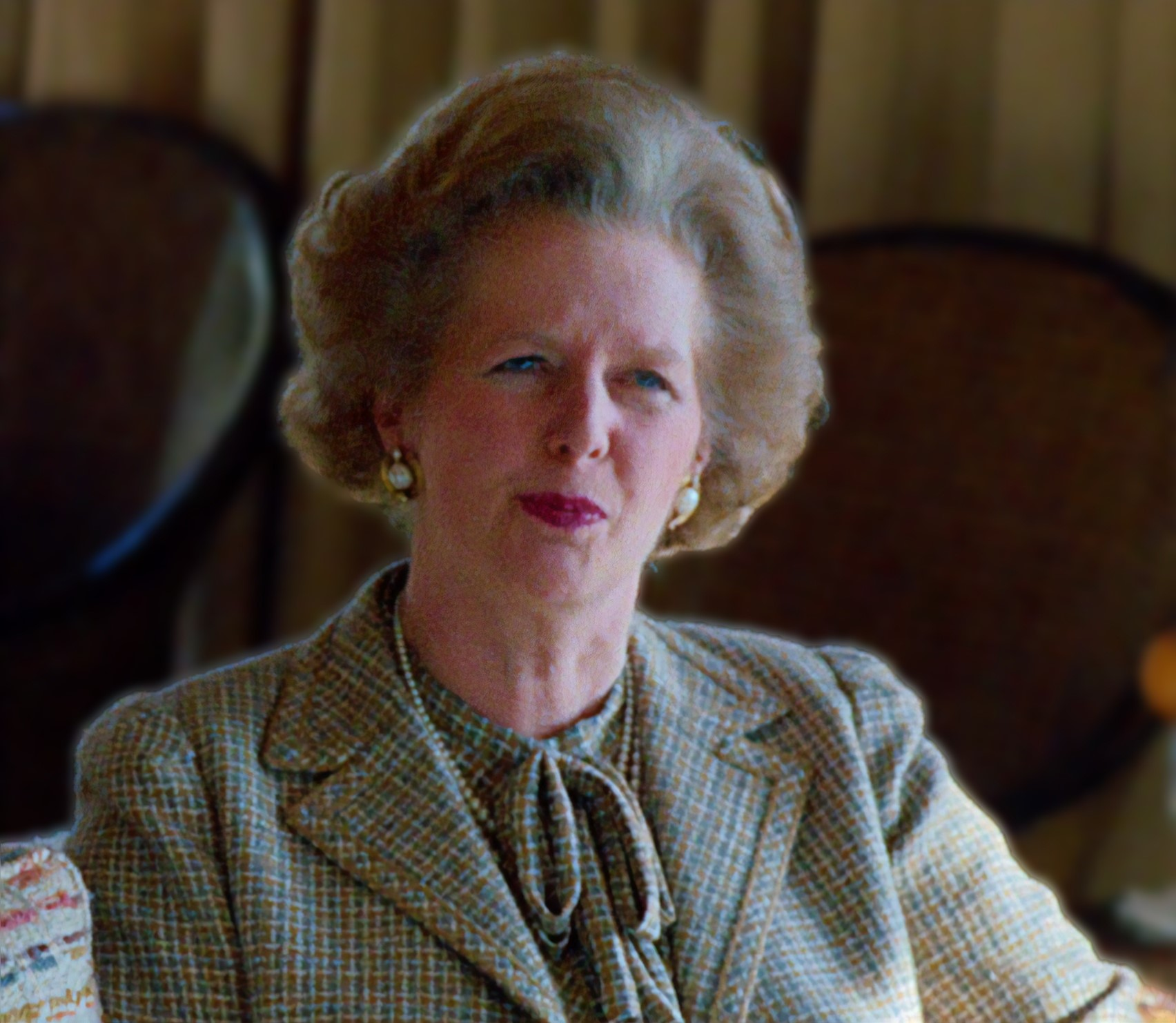
1984: Margaret Thatcher

- 1984: Der Vorsitzende der britischen Bergarbeitergewerkschaft National Union of Mineworkers (NUM), Arthur Scargill, ruft zu einem landesweiten Streik gegen die Wirtschaftspolitik Margaret Thatchers auf.
- 1992: 24 Jahre nach der Unabhängigkeit tritt in Mauritius eine neue Verfassung in Kraft, und das Land wird zu einer Republik. Die Rolle des Staatsoberhauptes geht damit formell von Königin Elisabeth II. an den bisherigen Generalgouverneur Veerasamy Ringadoo als Staatspräsidenten über.
- 1993: Bei zehn Bombenexplosionen im Zentrum der indischen Stadt Bombay kommen 257 Menschen ums Leben, 713 werden verletzt. Zu den Anschlägen bekennt sich niemand. Offizielle Stellen vermuten islamistische Gruppierungen als Urheber.

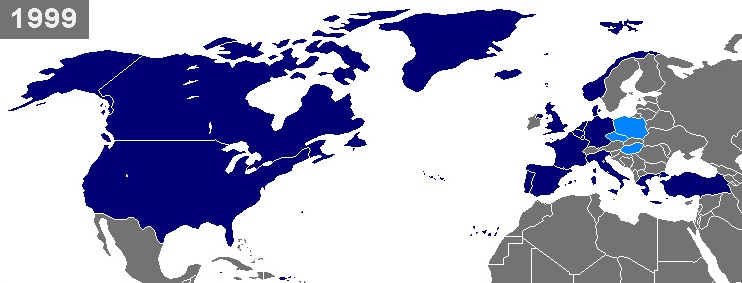
1999: Erste Phase der NATO-Osterweiterung

- 1999: Die ehemaligen Warschauer-Pakt-Staaten Polen, Tschechien und Ungarn treten in der ersten Phase der NATO-Osterweiterung der NATO bei.
- 2000: In Teheran wird auf den Reformer Said Hajjarian, der Enthüllungen über die Kettenmorde in den 1990er-Jahren veröffentlicht hat, ein Mordanschlag verübt.
- 2001: Die jahrhundertealten Buddha-Statuen von Bamiyan in Afghanistan werden durch Taliban-Milizen auf Anordnung von Mohammed Omar trotz internationalen Protests gesprengt, nachdem vorher der Beschuss mit Waffen die vorsätzliche Zerstörung der Figuren in den Augen der Religionskrieger ungenügend vollbracht hat.
- 2003: Der serbische Ministerpräsident Zoran Đinđić wird in Belgrad vor dem Regierungsgebäude aus dem Hinterhalt von Scharfschützen erschossen.

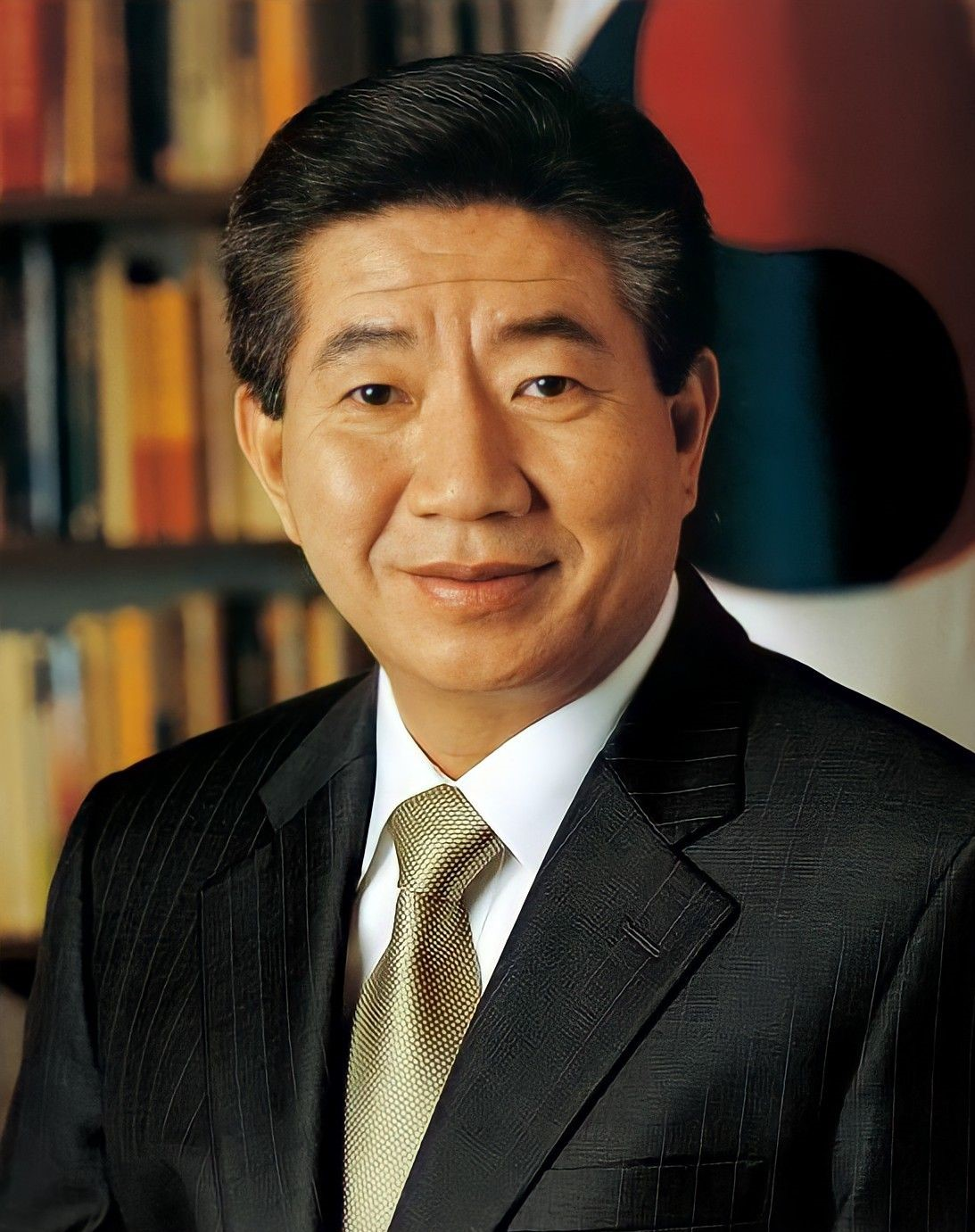
2004: Roh Moo-hyun

- 2004: Das Parlament Südkoreas leitet wegen Verletzung der Neutralitätspflicht ein Amtsenthebungsverfahren gegen den Präsidenten Roh Moo-hyun ein. Premierminister Goh Kun übernimmt interimsmäßig seine Agenden.

### Wirtschaft
- 1894: The Coca-Cola Company von Asa Griggs Candler verkauft Coca-Cola zum ersten Mal in Flaschen.
- 1956: Der Aktienindex Dow Jones Industrial Average schließt erstmals über dem Stand von 500 Punkten.
- 1982: Gegen den Motorradhersteller Kreidler wird das Konkursverfahren eröffnet.
- 1986: In Hannover wird die CEBIT erstmals als eigenständige Messe eröffnet.
- 1987: Der Europäische Gerichtshof in Luxemburg erklärt nach einer Klage der Europäischen Kommission das deutsche Verbot, ausländische Biere, die nicht nach dem deutschen Reinheitsgebot hergestellt werden, im Inland als Bier zu verkaufen, für unzulässig.

### Wissenschaft und Technik
- 0062: Heron von Alexandria erwähnt eine Mondfinsternis über der Stadt Alexandria.

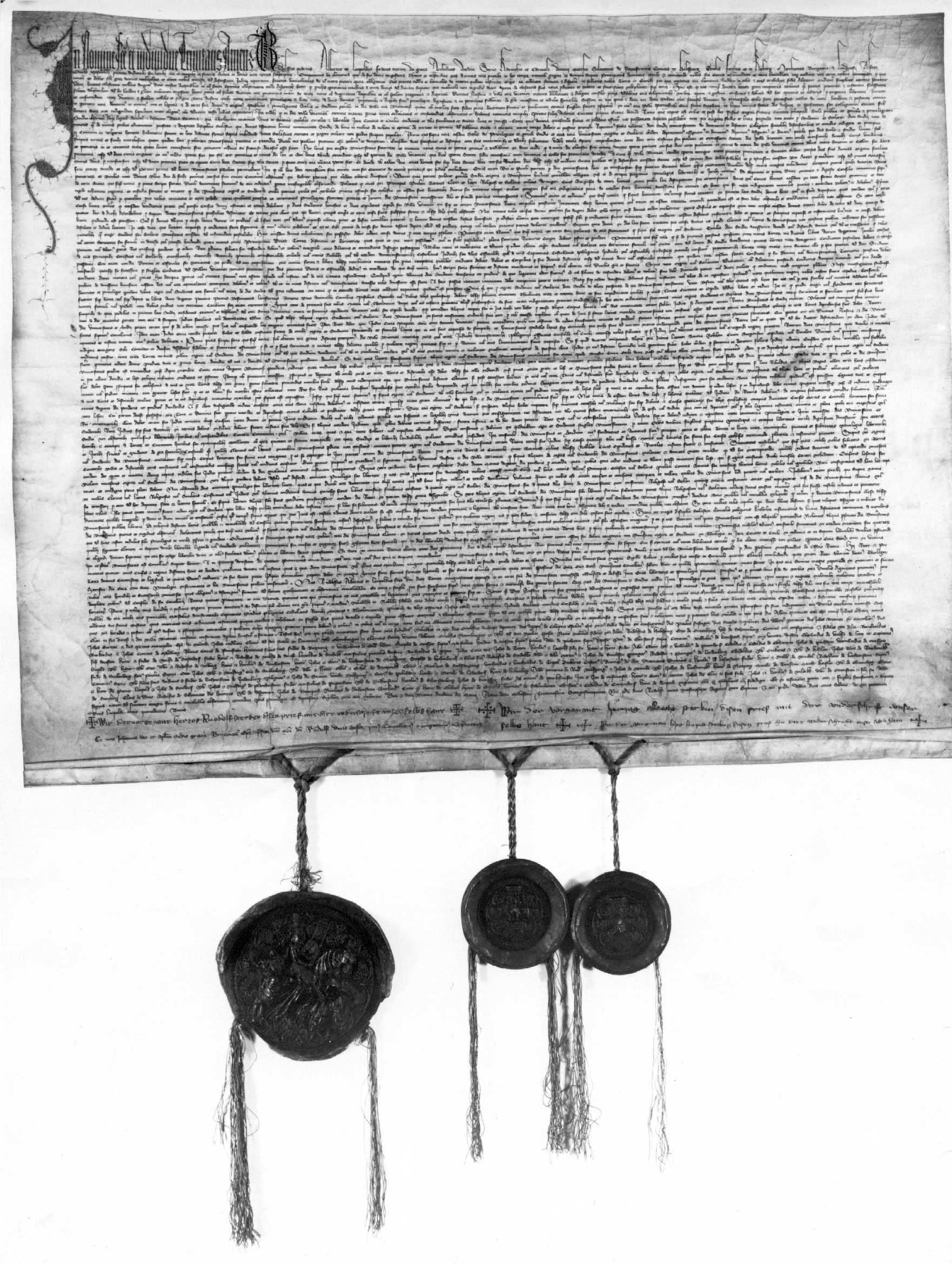
1365: Der Stiftbrief der Universität Wien

- 1365: Herzog Rudolf IV., der Stifter, und seine Brüder Albrecht und Leopold unterzeichnen die Gründungsurkunde der Universität Wien. Sie ist damit nach der Karls-Universität in Prag die zweitälteste Universität im Heiligen Römischen Reich und die älteste noch existierende Universität im deutschen Sprachraum. Die Vorlesungen finden anfangs in der Bürgerschule zu St. Stephan statt.
- 1781: Pierre Méchain beobachtet als erster Astronom die später Messier 109 genannte Galaxie im Sternbild Großer Bär.

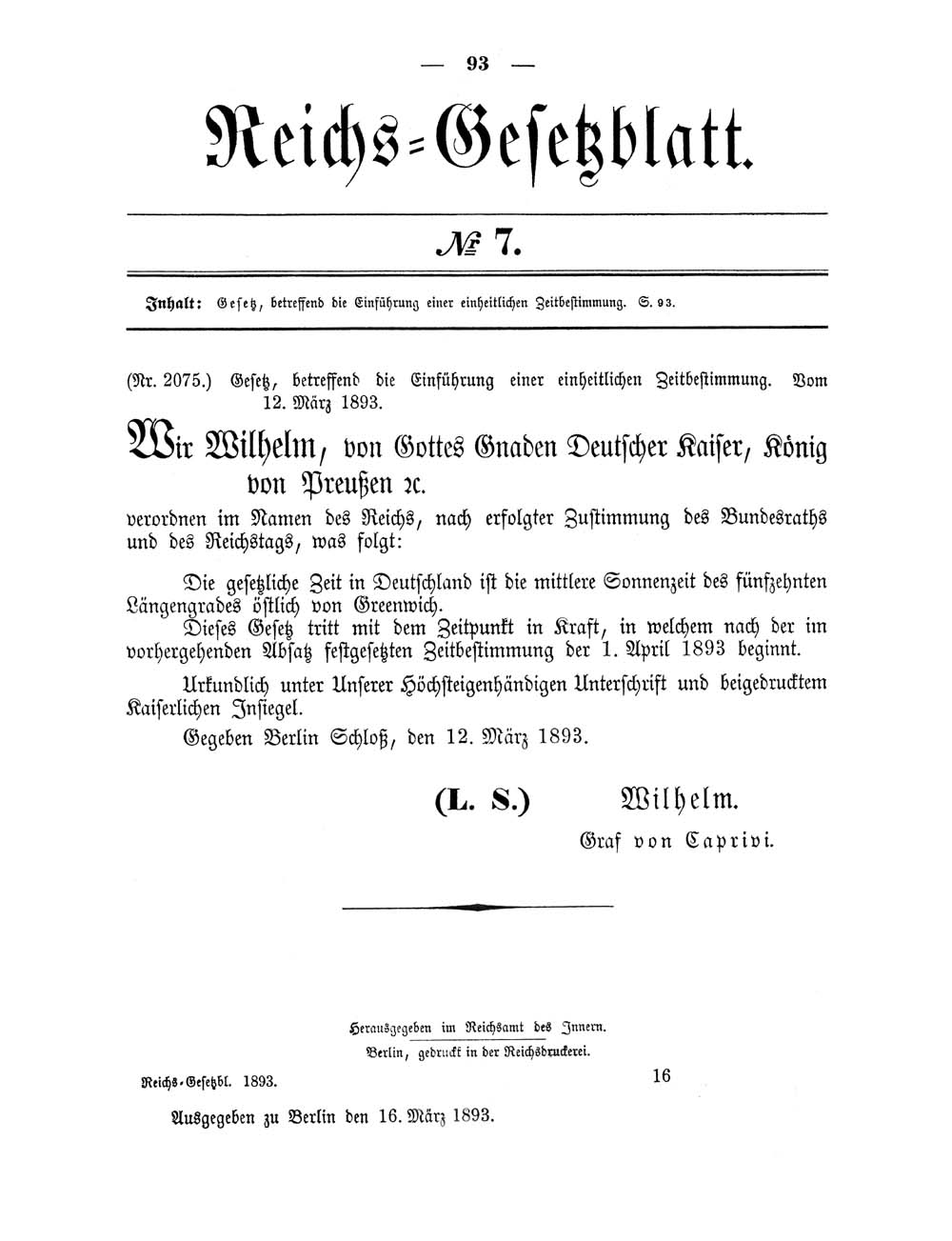
1893: Reichsgesetzblatt zur MEZ

- 1893: Der deutsche Reichstag beschließt das Gesetz betreffend die Einführung einer einheitlichen Zeitbestimmung, mit dem ab 1. April in Deutschland einheitlich die Mitteleuropäische Zeit eingeführt wird.
- 1910: Die Georgios Averoff, von 1911 bis 1952 Flaggschiff der griechischen Marine, läuft vom Stapel.
- 1928: Kurt C. Volkhart fährt das erste von Raketen angetriebene Auto auf der Rennstrecke der Opel-Werke in Rüsselsheim.
- 1955: Der in Frankreich produzierte Hubschrauber Alouette II steigt zu seinem Erstflug auf.
- 1985: Vom Luftwaffenstützpunkt Vandenberg wird der Erdbeobachtungssatellit Geosat der US Navy gestartet.
- 1989: Tim Berners-Lee stellt im CERN die Idee des World Wide Web vor.
- 2008: Ein australisches Suchteam der „The Finding Sydney Foundation“ entdeckt vor der Westküste Australiens in etwa 2500 m Tiefe das Wrack des deutschen Hilfskreuzers Kormoran und wenig später auch das Wrack des australischen Leichten Kreuzers HMAS Sydney. Beide Schiffe waren nach einem Seegefecht am 19. November 1941 unter umstrittenen Umständen gesunken.

### Kultur
- 1857: Die Oper Simon Boccanegra von Giuseppe Verdi mit dem Libretto von Francesco Maria Piave hat ihre Uraufführung im Teatro La Fenice in Venedig. Sie fällt beim Publikum durch und wird erst 1881 in einer umfassend überarbeiteten Version erfolgreich aufgeführt.
- 1954: Drei Jahre nach dem Tod des Komponisten wird Arnold Schönbergs unvollendete Oper Moses und Aron, die zunächst als unaufführbar gegolten hat, in Hamburg in konzertanter Form uraufgeführt. Das Werk ist in Zwölftontechnik komponiert und basiert auf einer einzigen Zwölftonreihe.
- 1954: Die Sahitya Akademi, die Literatur- und Sprachakademie Indiens, wird offiziell in Neu-Delhi gegründet.
- 1987: Die neu bearbeitete Version des Musicals Les Misérables von Claude-Michel Schönberg und Alain Boublil nach dem Roman Die Elenden von Victor Hugo feiert ihre „Broadway-Premiere“ am Broadway-Theater.

### Religion
- 0515 v. Chr.: Der zweite Jerusalemer Tempel ist vollendet und wird eingeweiht.
- 0744: Der Missionar Sturmius beginnt mit sieben Begleitern im Auftrag des Bonifatius das Kloster Fulda zu erbauen, das später zum Zentrum des Bistums Fulda wird.

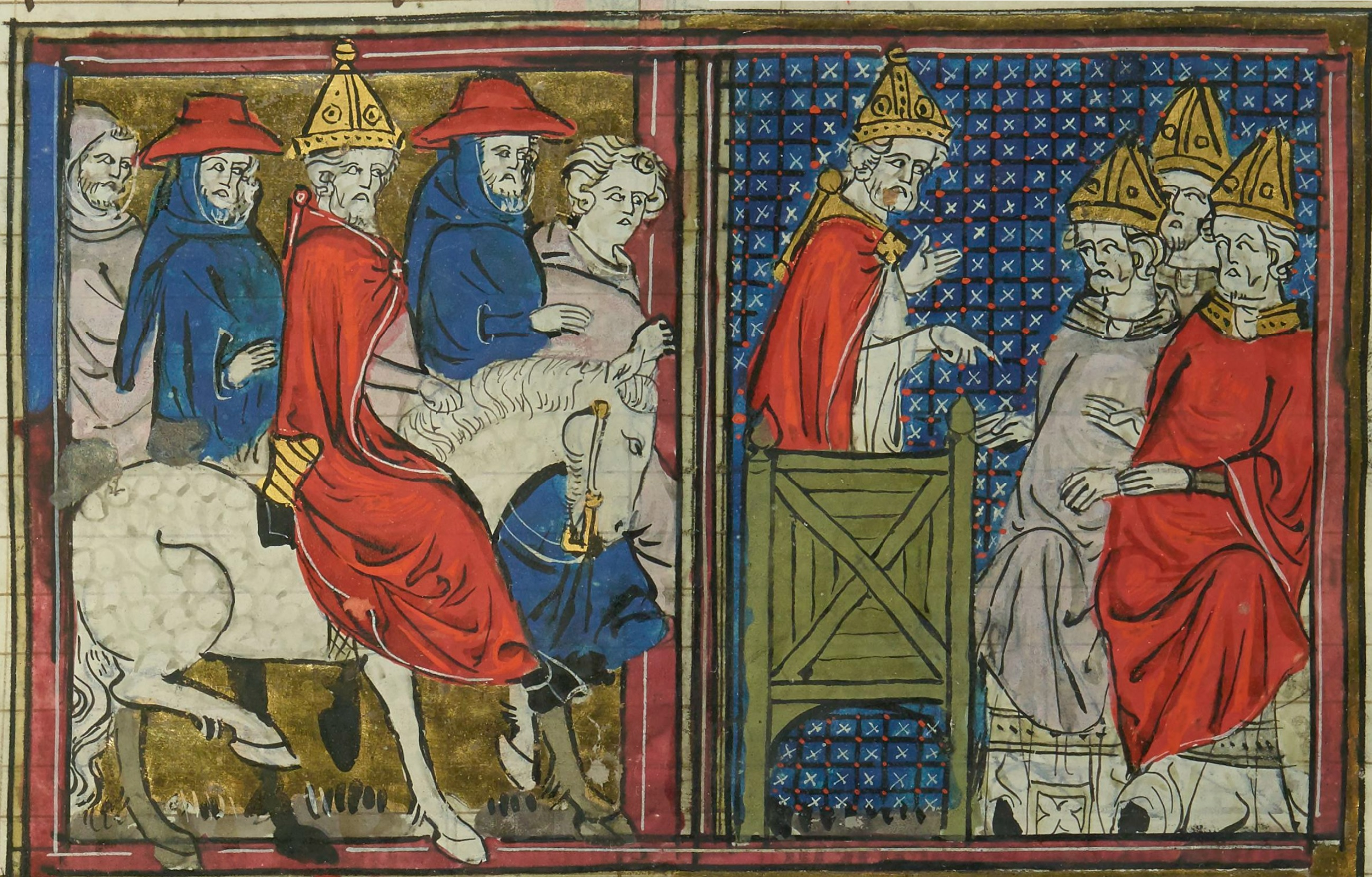
1088: Urban II.

- 1088: Der Bischof von Ostia, Eudes de Châtillon, wird als Nachfolger von Viktor III. zum Papst gewählt und nimmt den Namen Urban II. an.
- 1144: Der drei Tage zuvor gewählte Gerardus Caccianemici dal Orso  wird als Papst Lucius II. inthronisiert.

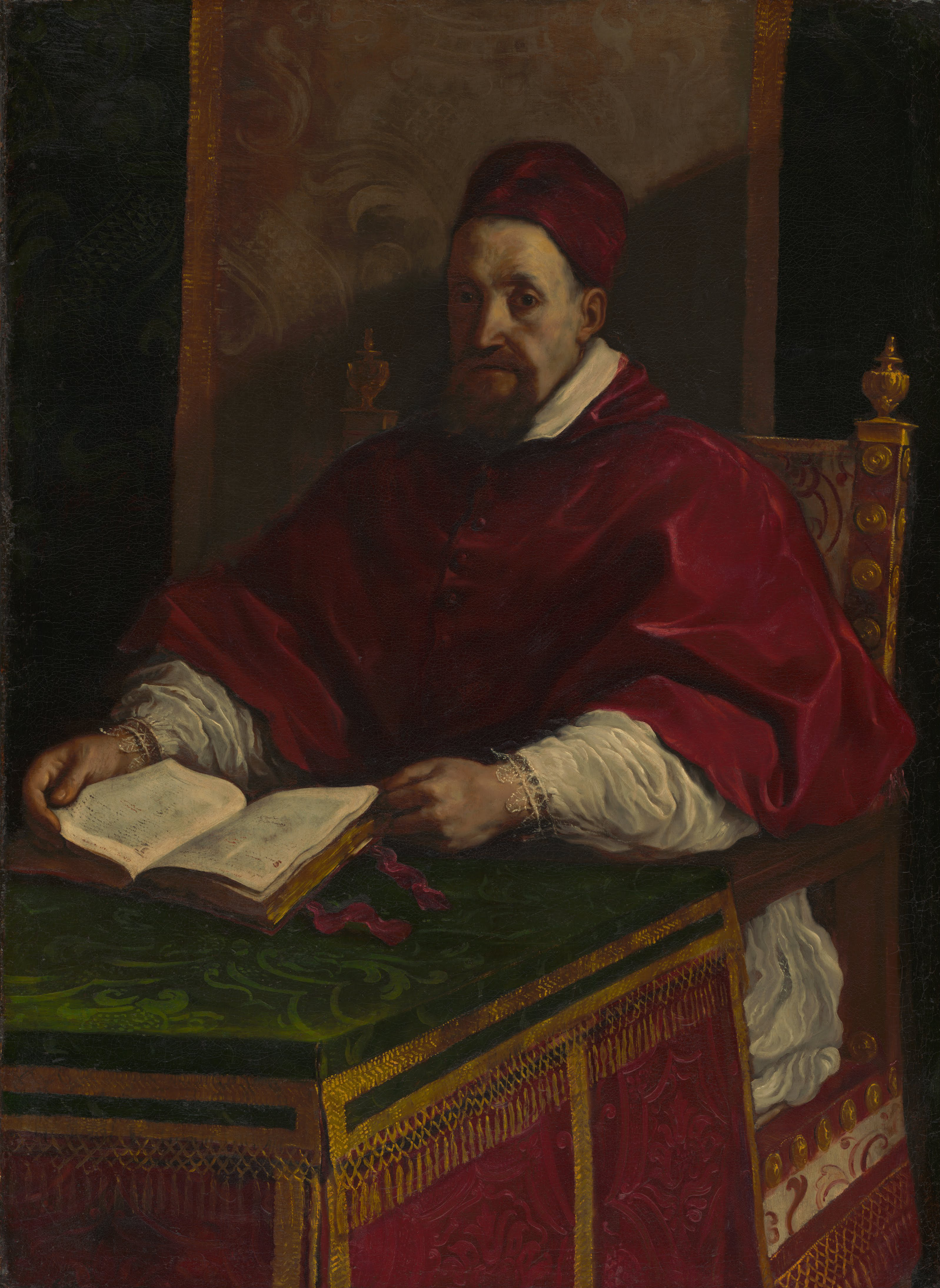
1622: Gregor XV.

- 1622: Papst Gregor XV. spricht Ignatius von Loyola, Franz Xaver, Teresa von Ávila, Isidor von Sevilla und Philipp Neri heilig.
- 1950: In der Enzyklika Anni sacri verlangt Papst Pius XII. vom Klerus ein Programm zur Bekämpfung des weltweiten Atheismus.
- 1994: Erstmals weiht die anglikanische Kirche Englands 32 Frauen zu Priesterinnen, nachdem in der Generalversammlung der anglikanischen Kirche die Ordination von Frauen bereits 1975 für möglich erklärt wurde.

### Katastrophen

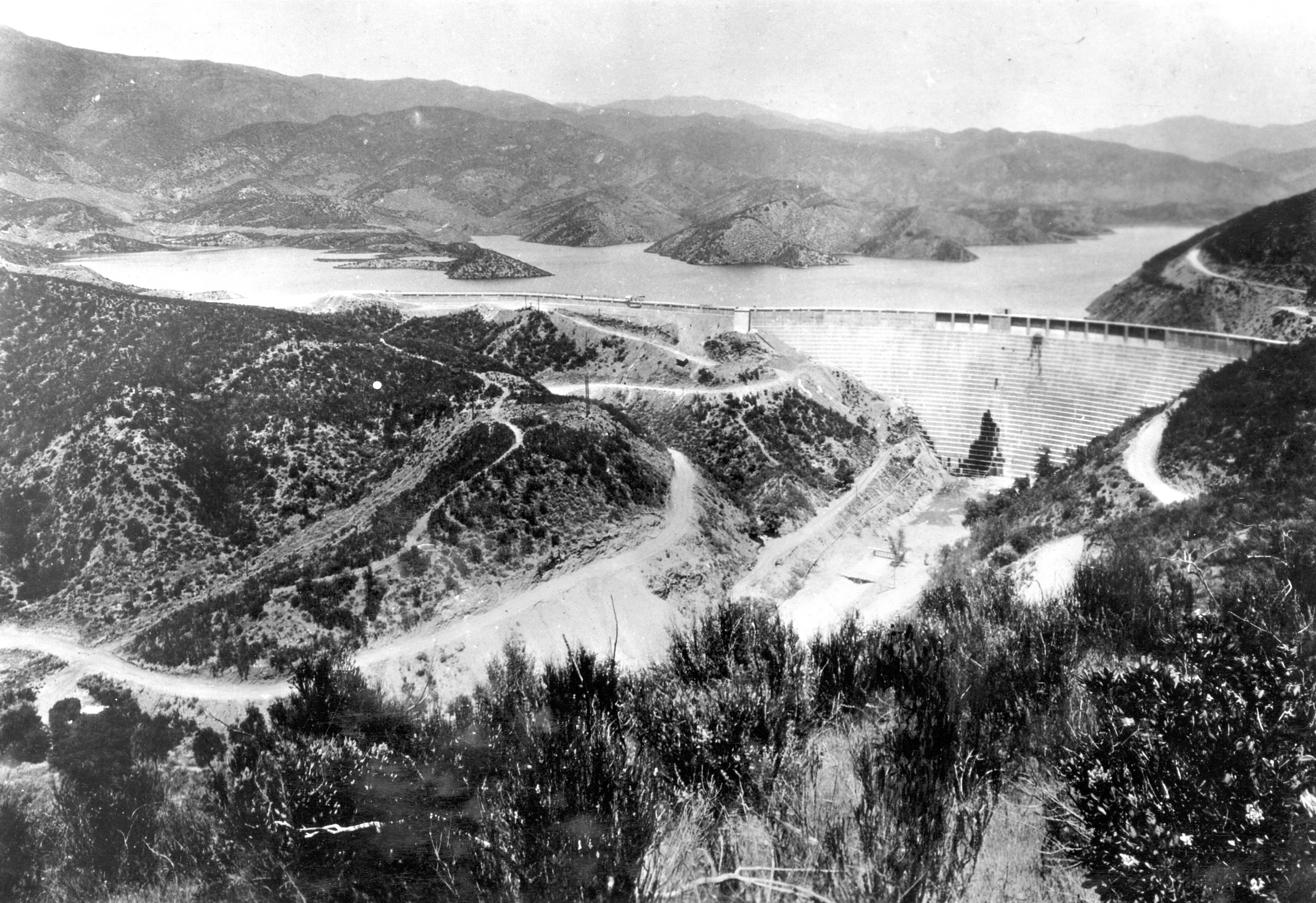
1928: St.-Francis-Talsperre

- 1928: Die Staumauer der St.-Francis-Talsperre in der Nähe von Los Angeles bricht. Die Flutwelle tötet zwischen 400 und 500 Menschen.
- 1934: Das japanische Torpedoboot Tomozuru kentert während einer Übung im Sturm vor Sasebo. Von den 113 Besatzungsmitgliedern kommen 100 Mann ums Leben.
- 1993: Über die amerikanische Ostküste fegt ein drei Tage anhaltender Blizzard, der rund 300 Todesopfer fordern und über 6 Milliarden US-Dollar Sachschaden verursachen wird.
- 2003: Die Weltgesundheitsorganisation (WHO) stuft die in Ostasien ausgebrochene Lungenkrankheit SARS als weltweite Bedrohung ein.

Kleinere Unglücksfälle sind in den Unterartikeln von Katastrophe und in der Liste von Katastrophen aufgeführt.

### Sport
- 1891: In Stockholm wird der Sportverein Djurgårdens IF gegründet, der vor allem im Fußball und Eishockey einer der erfolgreichsten Vereine Schwedens werden wird.

1913: FC Dornbirn (Logo)

- 1913: Der FC Dornbirn wird mittels einer Gründungsversammlung im Dornbirner Gasthaus zur Flur ins Leben gerufen. Die Vereinsfarben werden mit Rot-Weiß-Schwarz festgelegt.
- 1953: Im Pariser Parc des Princes wird der Watersnoodwedstrijd ausgetragen, ein Benefiz-Fußballspiel zwischen Frankreich und einer Auswahl aus Profifußballspielern der Niederlande, dessen Erlös für die Opfer und Hinterbliebenen der Flutkatastrophe vom 1. Februar 1953 in den Niederlanden bestimmt ist. Die Partie gilt heute als ausschlaggebender Schritt hin zur Einführung des Profifußballs in den Niederlanden.
- 1958: Der Power Forward der Cincinnati Royals Maurice Stokes stürzt im letzten Basketballspiel der Saison kopfüber aufs Parkett, kann jedoch weiterspielen. Drei Tage später fällt er mit einer posttraumatischen Enzephalitis ins Koma und ist fortan gelähmt.
- 1995: Mit der Übergabe der Medaillen im Magdeburger Hotel Ratswaage geht die 1987 begonnene 10. Fernschach-Olympiade zu Ende. Gold ging an die Mannschaft der bereits untergegangenen Sowjetunion, Silber an das Team aus England, Bronze an die Mannschaft der ebenfalls seit 5 Jahren nicht mehr existierenden Deutschen Demokratischen Republik mit Fritz Baumbach, die damit ihre letzte Medaille erringt. Vierter wurde die Mannschaft der ebenfalls bereits nicht mehr existierenden ČSSR.
- 2010: Die 10. Paralympischen Winterspiele in Vancouver werden von der kanadischen Generalgouverneurin Michaëlle Jean feierlich eröffnet. Sie werden bis zum 21. März dauern.

Einträge von Leichtathletik-Weltrekorden befinden sich unter der jeweiligen Disziplin unter Leichtathletik.

## Geboren

### Vor dem 18. Jahrhundert
- 1096: Knud Lavard, erster Herzog von Schleswig
- 1270: Karl I., Graf von Valois, Gründer des Hauses Valois
- 1336: Eduard, Herzog von Geldern und Graf von Zutphen
- 1386: Ashikaga Yoshimochi, japanischer Shōgun
- 1418: Philipp II., Graf von Nassau-Weilburg
- 1434: Wilhelm III., deutscher Adliger, Graf von Henneberg
- 1476: Anna von Polen, Herzogin von Pommern

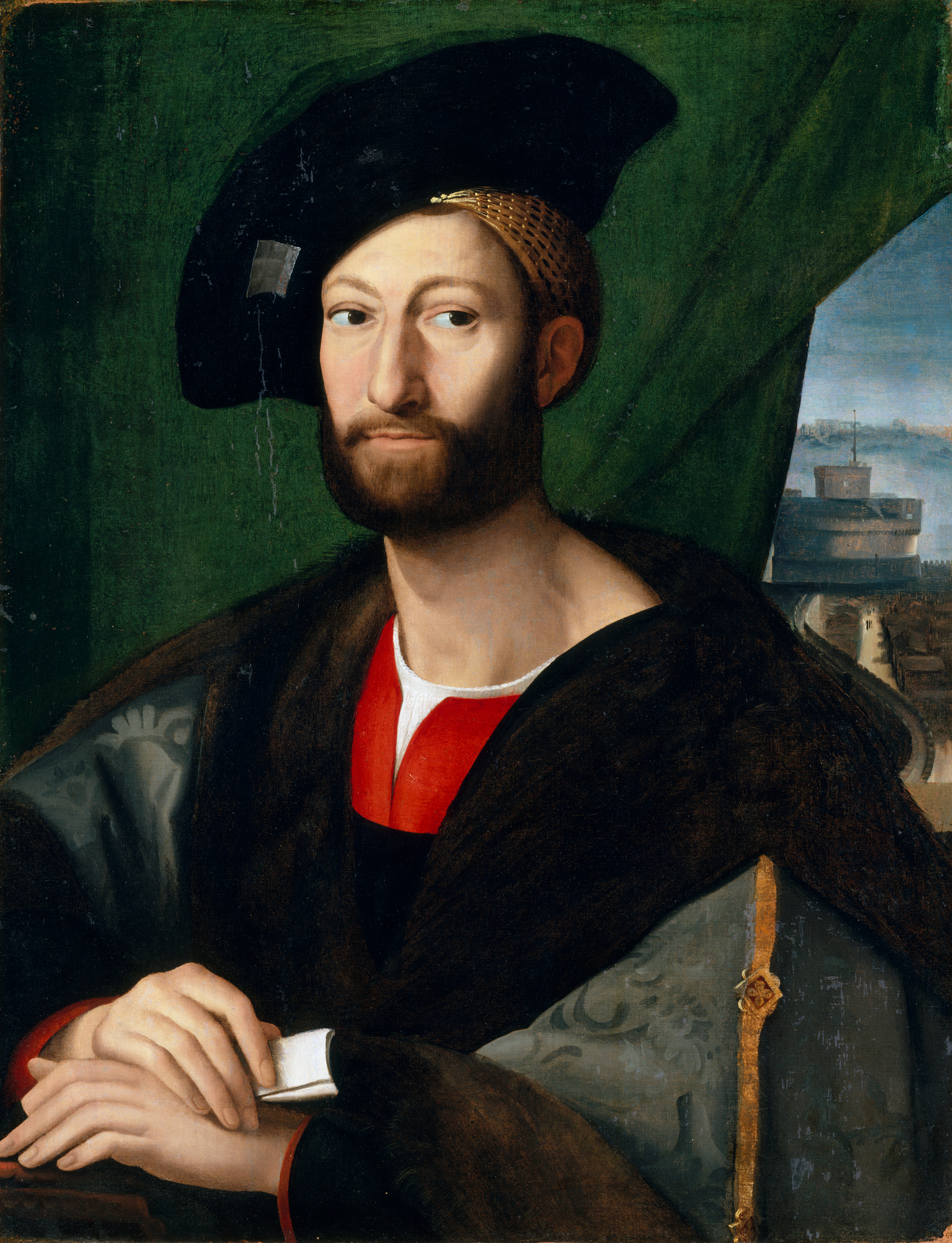
Giuliano di Lorenzo de’ Medici (* 1479)

- 1479: Giuliano di Lorenzo de’ Medici, florentinischer Adliger, Bruder von Papst Leo X. (Lorenzo de Medici), Herzog von Nemours
- 1501: Pietro Andrea Mattioli, italienischer Arzt und Botaniker
- 1515: Caspar Othmayr, deutscher Priester, Theologe und Komponist
- 1527: Siegfried Sack, deutscher Theologe, Prediger am Magdeburger Dom
- 1554: Johannes Andreae, deutscher Pfarrer und Theologe
- 1573: Agnes Hedwig von Anhalt, Kurfürstin von Sachsen, Herzogin von Schleswig-Holstein-Sonderburg-Plön
- 1606: Johann Caspar Bauhin, Schweizer Arzt und Botaniker
- 1613: André Le Nôtre, französischer Landschaftsarchitekt
- 1624: Damian Hartard von der Leyen, Erzbischof und Kurfürst von Mainz, Fürstbischof von Worms
- 1626: John Aubrey, britischer Altertumsforscher
- 1637: Anne Hyde, Gattin König Jakobs II. von England
- 1647: Victor-Maurice de Broglie, französischer Heerführer
- 1649: Govard Bidloo, niederländischer Chirurg, Anatom, Hochschullehrer und Leibarzt
- 1652: Johann Heinrich Ernesti, deutscher Pädagoge, Rektor der Thomasschule zu Leipzig
- 1654: Giuseppe Passeri, italienischer Architekt und Maler
- 1663: Georg Nitsch, deutscher Theologe
- 1664: Moritz Wilhelm, Herzog von Sachsen-Zeitz
- 1668: Johann Samuel Stryk, deutscher Rechtswissenschaftler
- 1685: George Berkeley, irischer Theologe und Philosoph
- 1686: Detlev Friedrich von Ahlefeldt, Erbherr auf Brodau und dänischer Generalmajor
- 1699: Franz Christoph Nagel, deutscher Baumeister des Barocks

### 18. Jahrhundert
- 1701: Wilhelm von Sachsen-Gotha-Altenburg, deutscher Adeliger, kaiserlicher Generalfeldmeister
- 1703: Ladislaus Amade von Várkonyi, ungarischer Dichter
- 1705: Noël de Jourda, comte de Vaux, Marschall von Frankreich
- 1706: Johan Pasch, schwedischer Maler
- 1710: Thomas Arne, britischer Komponist
- 1718: Johann Berenberg, deutsche Bankier, Kunstsammler und  Mäzen
- 1720: Ernst von Apfaltern, österreichischer Jesuit und Philosoph
- 1724: Benedict Strauch, deutscher Pädagoge und katholischer Theologe
- 1725: Nicolás del Campo, spanischer Offizier und Kolonialverwalter, Vizekönig des Río de la Plata

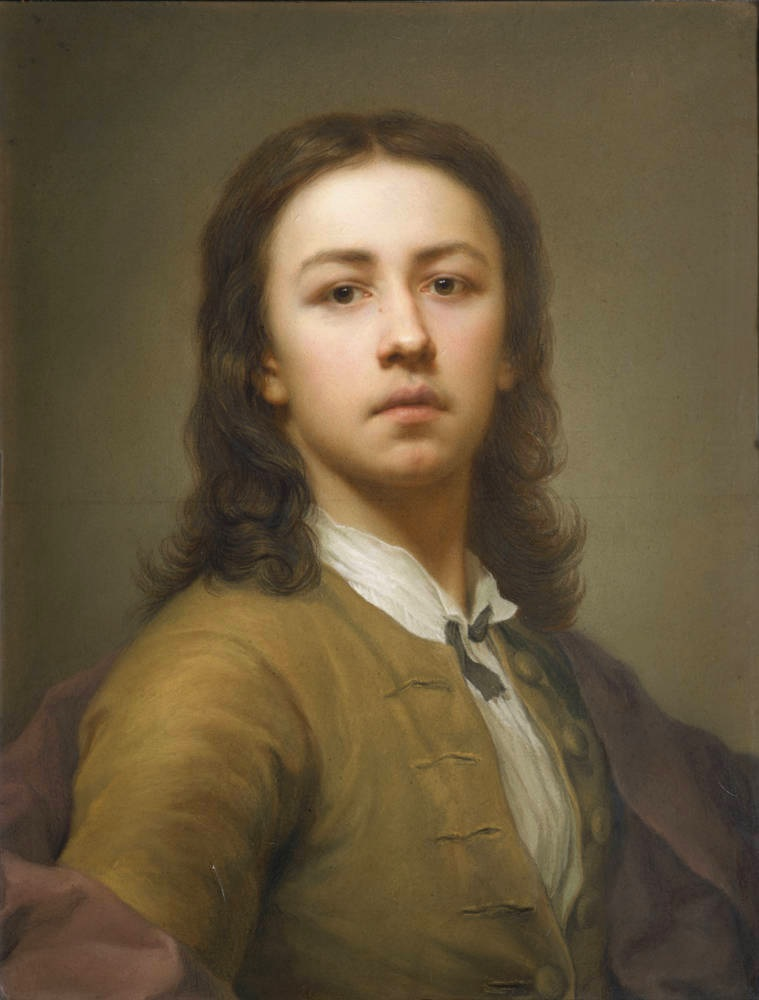
Anton Raphael Mengs (* 1728)

- 1728: Anton Raphael Mengs, deutscher Maler
- 1728: Friedrich Wilhelm von Taube, deutscher Verwaltungsbeamter in österreichischen Diensten
- 1729: Friedrich Wilhelm Strieder, deutscher Bibliothekar, Lexikograph und Historiker
- 1732: Joseph Gärtner, deutscher Botaniker
- 1735: Ernst Bengel, württembergischer Superintendent
- 1739: Friedrich Wilhelm Strieder, deutscher Bibliothekar, Lexikograph und Historiker
- 1741: Ernst Jakob Danovius, deutscher lutherischer Theologe
- 1742: Ferenc Babai, römisch-katholischer Geistlicher und Historiker
- 1742: Aletta Haniel, deutsche Unternehmerin
- 1753: Jean-Denis Lanjuinais, französischer Politiker, Mitglied der Konstituante und des Nationalkonvents
- 1753: Justus Christian Loder, deutsch-baltischer Mediziner
- 1753: Franz Volkmar Reinhard, deutscher evangelischer Theologe
- 1763: Martin Chittenden, US-amerikanischer Jurist und Politiker, Mitglied des Repräsentantenhauses, Gouverneur von Vermont
- 1769: Archibald Campbell, britischer General
- 1770: François Gérard, französischer Maler
- 1776: Hester Stanhope, englische Abenteurerin

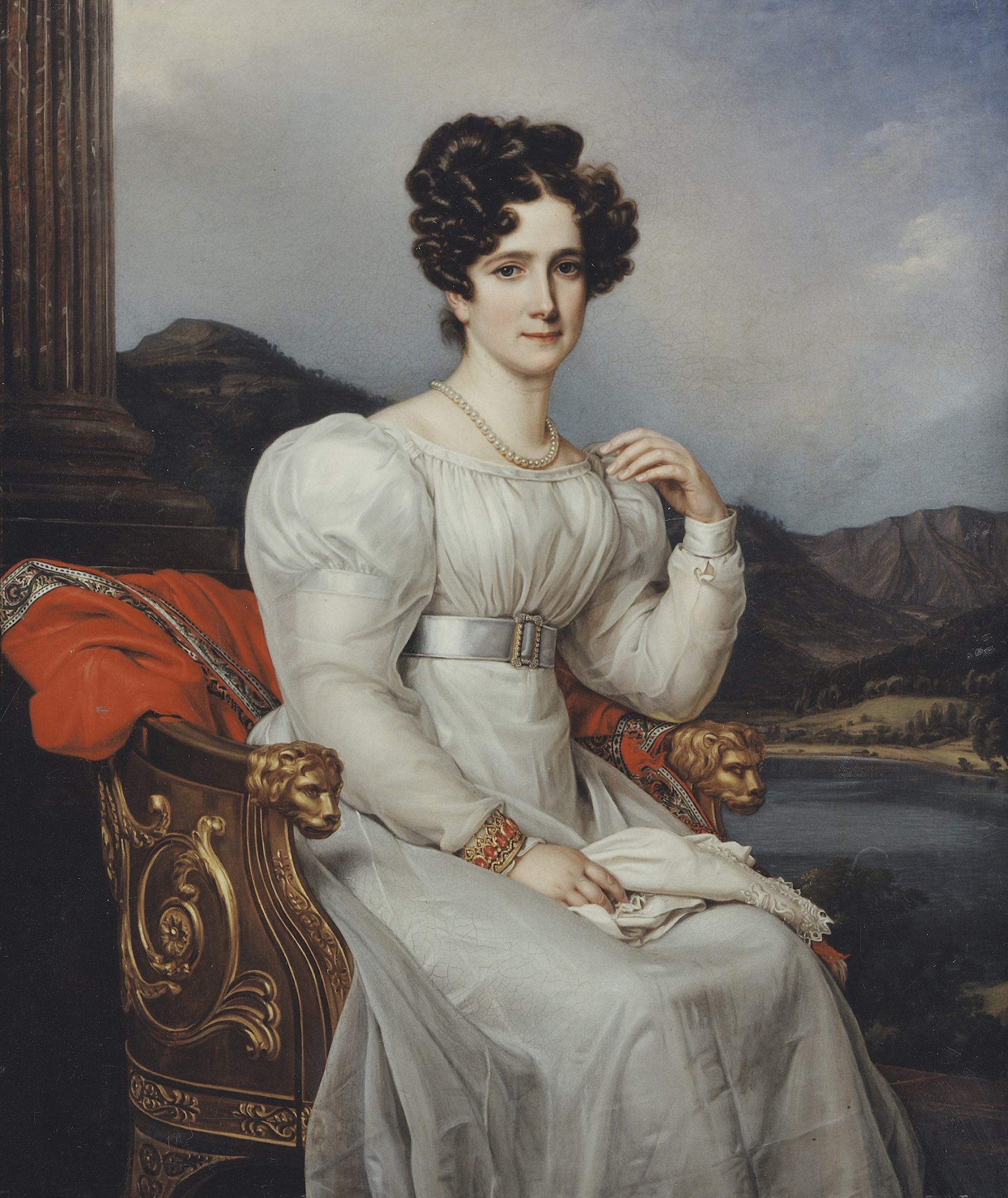
Friederike von Baden (* 1781)

- 1781: Friederike von Baden, Königin von Schweden
- 1784: William Buckland, englischer Geologe und Paläontologe
- 1788: Pierre Jean David d’Angers, französischer Bildhauer
- 1795: William Lyon Mackenzie, schottisch-kanadischer Politiker, erster Bürgermeister von Toronto
- 1795: George T. Wood, US-amerikanischer Politiker, Gouverneur von Texas

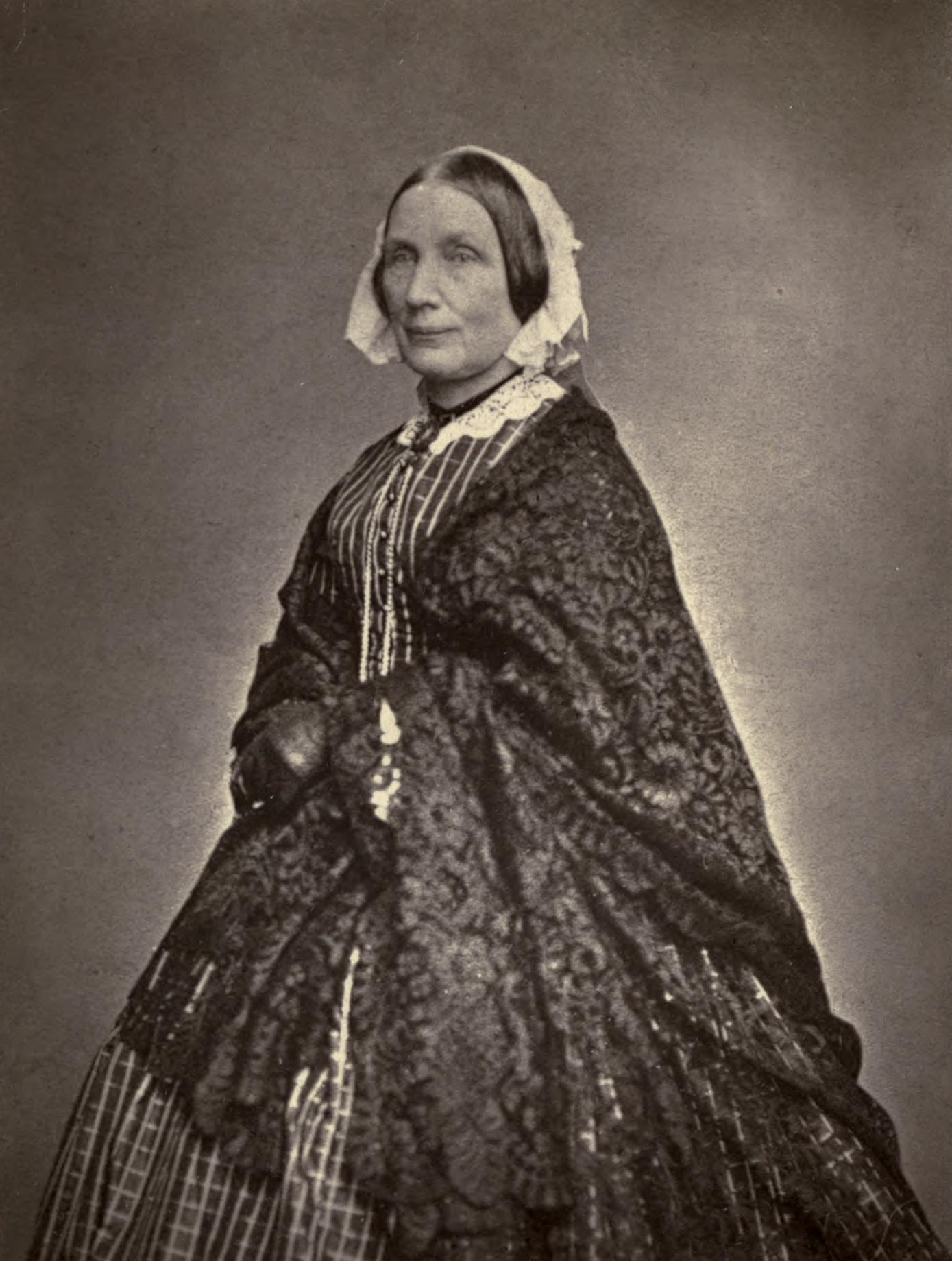
Mary Howitt (* 1799)

- 1799: Mary Howitt, englische Schriftstellerin

### 19. Jahrhundert

#### 1801–1850
- 1803: Guillaume de Felice, Schweizer evangelischer Geistlicher und Hochschullehrer
- 1807: James Abbott, britischer General

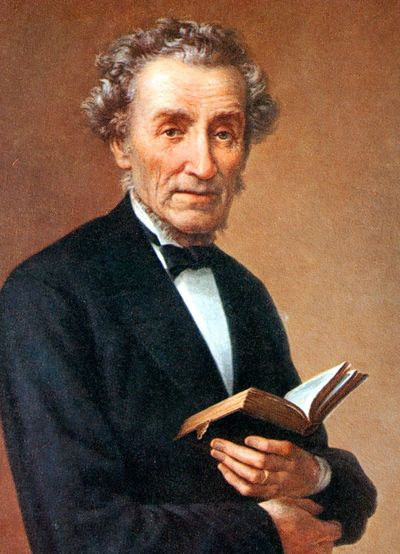
Gustav Werner (* 1809)

- 1809: Gustav Werner, deutscher evangelischer Pfarrer, Gründer der gleichnamigen Stiftung
- 1811ː Susette Hauptmann, deutsche Malerin, Zeichnerin und Sängerin
- 1818: Georges Bousquet, französischer Komponist, Dirigent und Musikkritiker

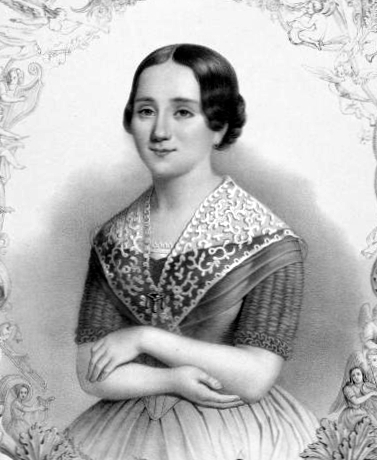
Henriette Nissen-Saloman (* 1819)

- 1819: Henriette Nissen-Saloman, schwedische Opernsängerin
- 1821: John Abbott, kanadischer Anwalt und Politiker, Premierminister
- 1821: Hermann Hettner, deutscher Literatur- und Kunsthistoriker
- 1821: Luitpold von Bayern, Prinzregent von Bayern
- 1823: Hermann Rogalla von Bieberstein, deutsch-US-amerikanischer Bauingenieur und Politiker
- 1824: Gustav Robert Kirchhoff, deutscher Physiker
- 1825: Alexei Sergejewitsch Uwarow, russischer Archäologe
- 1826: Sophie Cruvelli, deutsche Opernsängerin
- 1826: Robert Lowry, baptistischer Geistlicher und Komponist
- 1828: Benjamin Leigh Smith, britischer Polarforscher
- 1828: Richard Löber, deutscher Theologe
- 1832: Charles Cunningham Boycott, britischer Gutsverwalter in Irland
- 1832: Charles Friedel, französischer Chemiker
- 1832: Walter Grimshaw, britischer Autor von Schachproblemen
- 1834: Hilary A. Herbert, US-amerikanischer Politiker
- 1835: Gregorio María Aguirre y García, spanischer Geistlicher, Erzbischof von Toledo, Kardinal

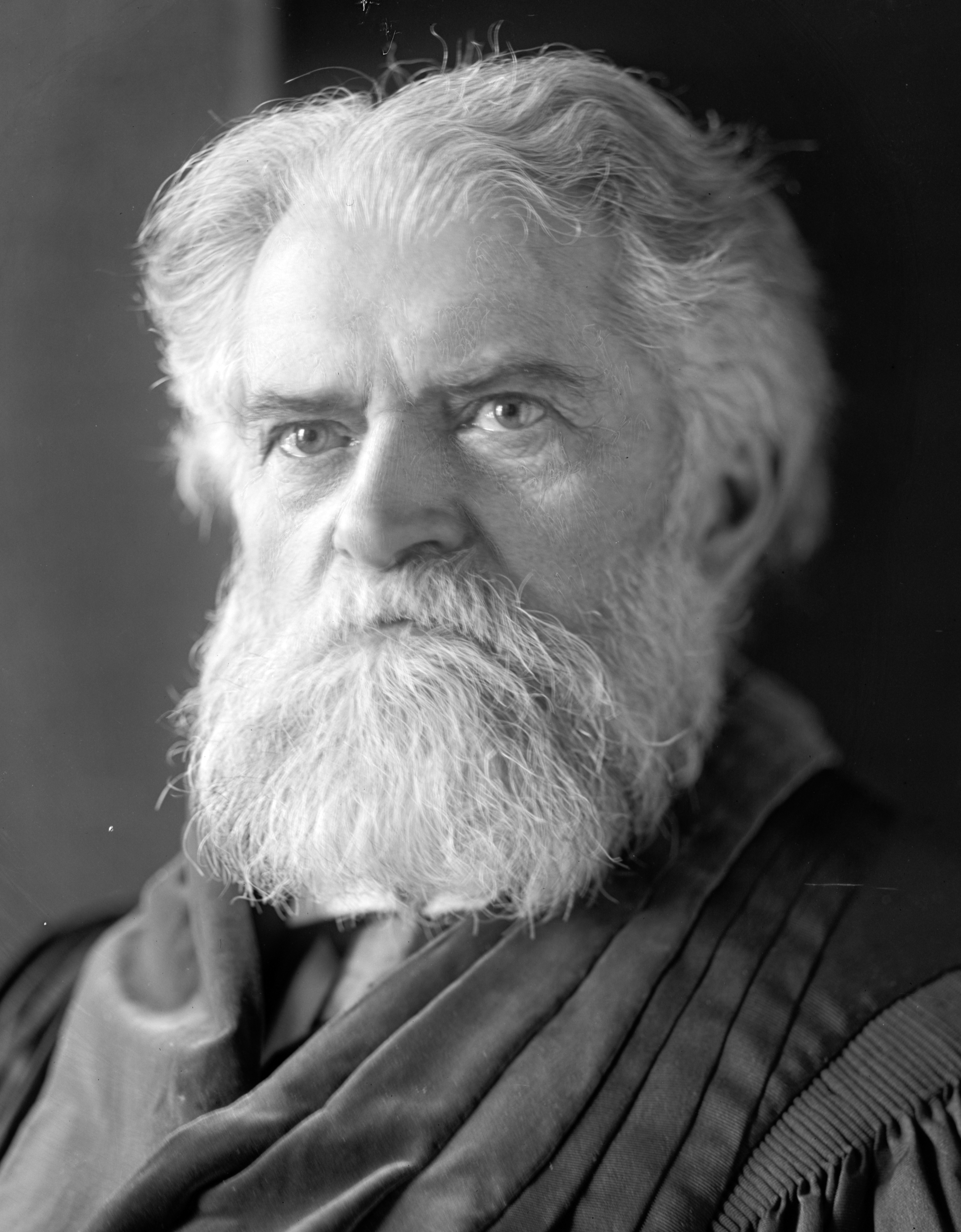
Simon Newcomb (* 1835)

- 1835: Simon Newcomb, kanadischer Astronom und Mathematiker
- 1836: Rudolph Melchior, deutsch-US-amerikanischer Kunsthandwerker
- 1837: Alexandre Guilmant, französischer Organist und Komponist
- 1838: William Henry Perkin, britischer Chemiker
- 1842: Cherubine Willimann, Generalsuperiorin in Koblenz
- 1843: Hinrich Wrage, deutscher Landschaftsmaler und Grafiker
- 1844ː Elvira Castner, Deutsche Lehrerin, Zahnärztin, Gründerin der ersten Gartenbauschule für Frauen
- 1848: Karl Hagemeister, deutscher Maler
- 1848: Cyrill Kistler, deutscher Komponist, Musiktheoretiker, Musikpädagoge und Verleger
- 1850: Clay M. Greene, US-amerikanischer Schriftsteller
- 1850: Heinrich Reimann, deutscher Musikwissenschaftler, Organist und Komponist

#### 1851–1900
- 1853: Karl Arnold, deutscher Chemiker und Mineraloge, Gelehrter, Lehrbeauftragter, Geheimrat, Alpinist, Sachbuchautor und Schriftsteller
- 1853: Georg von Schanz, deutscher Rechts- und Staatswissenschaftler
- 1854: Gottfried Strasser, Schweizer Pfarrer und Dichter
- 1857: Johanna Loewenherz, deutsche Schriftstellerin und Frauenrechtlerin
- 1857: Kosta Panica, bulgarischer Freiheitskämpfer und Militär
- 1862: Alfredo Peri-Morosini, Schweizer Geistlicher, Bischof von Lugano

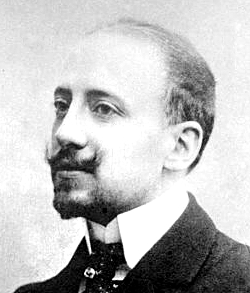
Gabriele D’Annunzio (* 1863)

- 1863: Gabriele D’Annunzio, italienischer Dichter und Politiker
- 1863: Georg Anthes, deutscher Geiger, Opernsänger und Theaterregisseur
- 1863: Gheorghe Marinescu, rumänischer Neurologe und Neuropathologe
- 1863: Wladimir Iwanowitsch Wernadski, russischer Geologe, Geochemiker und Mineraloge
- 1866: Franz Rudolf Bornewasser, deutscher Geistlicher, Weihbischof in Köln, Bischof bzw. Erzbischof von Trier
- 1866: Leopold van Itallie, niederländischer Pharmakologe und Toxikologe
- 1868: Fritz Berger, Schweizer Gründer der Freikirche Gemeinde für Christus
- 1870: Christian Portner, Schweizer Evangelist
- 1872: Ernst Hottenroth, deutscher Bildhauer
- 1876ː Elisabeth Heyd, deutsche liberale Politikerin
- 1876: Elbert Lee Trinkle, US-amerikanischer Politiker, Gouverneur von Virginia
- 1877: Wilhelm Frick, deutscher Jurist und Politiker, MdR, Staats- und Reichsminister
- 1878: Sepp Amschl, österreichischer Lehrer und Komponist
- 1879: Alfred Abel, deutscher Schauspieler
- 1879: Charles Delestraint, französischer General
- 1881: Gustav Wolff, deutscher Lehrer und Ornithologie
- 1881ː Clara Zollikofer, Schweizer Botanikerin
- 1882: Alfred Apfel, deutscher Rechtsanwalt, Strafverteidiger und Autor
- 1882: Alfred Goeldel-Bronikowen, deutscher Sportschütze
- 1882: Franz Krezdorn, deutscher Fußballspieler
- 1883: Ernest Cox, britischer Ingenieur und Unternehmer
- 1883: Oskar Wackerzapp, deutscher Politiker, MdB
- 1884: Joseph Chavée, belgischer Autorennfahrer
- 1884: Hugo Hirsch, deutscher Operetten- und Schlagerkomponist
- 1885: Erwin Haller, Schweizer Germanist
- 1886: Käthe Mahr-Köster, deutsche Malerin
- 1886: Vittorio Pozzo, italienischer Fußballtrainer
- 1888: Hans Knappertsbusch, deutscher Dirigent
- 1888: Erich Rothacker, deutscher Philosoph und Soziologe
- 1890: Joan Gibert i Camins, katalanischer Pianist, Cembalist, Komponist und Musikpädagoge
- 1890: Evert Taube, schwedischer Dichter, Komponist, Sänger und Maler

- 1890: Idris, König von Libyen

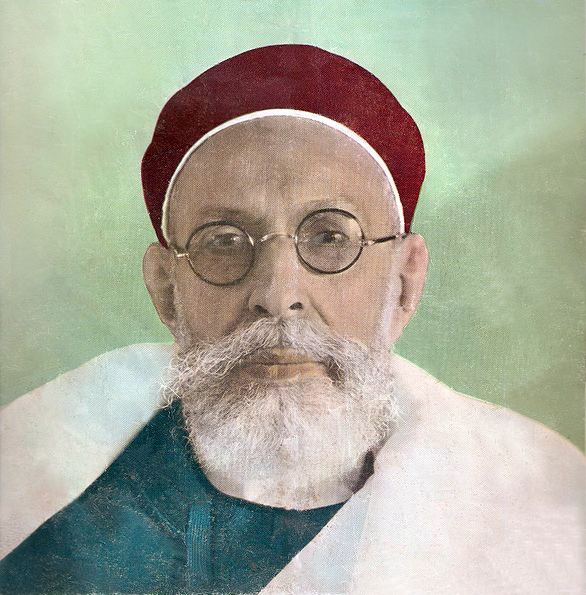
Idris I. (* 1890)

- 1890: William Dudley Pelley, US-amerikanischer Antisemit
- 1890: Willy Walb, deutscher Ingenieur, Automobilrennfahrer und Rennleiter
- 1891: Michael Polanyi, ungarisch-britischer Chemiker und Philosoph
- 1892: Felix Bressart, deutscher Schauspieler
- 1893: Erwin Planck, deutscher Politiker, Widerstandskämpfer gegen den Nationalsozialismus
- 1895: Otakar Batlička, tschechischer Schriftsteller, Widerstandskämpfer und Weltenbummler
- 1896: Jan Adamus, polnischer Historiker
- 1896: Mario Astarita, italienischer Bankier und Kunstsammler
- 1896: Erna Gersinski, deutsche Widerstandskämpferin gegen den Nationalsozialismus
- 1898: Tian Han, chinesischer Dramatiker
- 1899ː Elsa Gidoni, deutsch-amerikanische Architektin, jüdischer Herkunft
- 1899: Paula Schlier, deutsche Schriftstellerin und investigative Journalistin

### 20. Jahrhundert

#### 1901–1925
- 1902: Jean Mineur, französischer Filmproduzent und -regisseur
- 1902ː Maria Zachwatowicz, polnische Architektin
- 1902: Tüdel Weller, deutscher Journalist und Schriftsteller
- 1904: Adolf Arndt, deutscher Politiker, MdB
- 1904: Bodo Uhse, deutscher Schriftsteller
- 1905: Takashi Shimura, japanischer Schauspieler
- 1907: Wiggerl Kraus, deutscher Motorradrennfahrer
- 1908: Kurt Stöpel, deutscher Radrennfahrer
- 1908: Nicholas Kaldor, ungarischer Ökonom

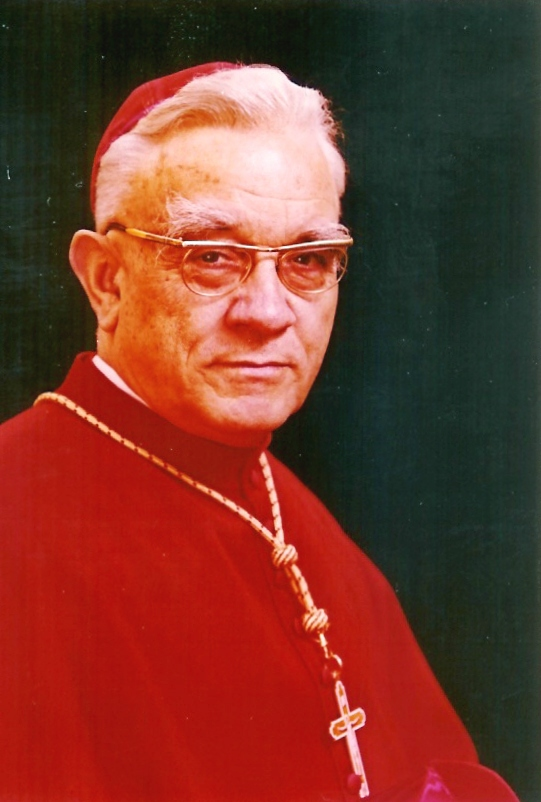
László Lékai (* 1910)

- 1910: László Lékai, Primas von Ungarn und Erzbischof von Esztergom
- 1910: Wachtang Tschabukiani, georgischer Tänzer und Choreograph
- 1911: Gustavo Díaz Ordaz, mexikanischer Staatspräsident
- 1911: Harry Fisher, US-amerikanischer Gewerkschafter und Friedensaktivist
- 1911: Wilhelm Stasch, deutscher Boxer
- 1912: Ala Gertner, polnische Widerständlerin im KZ Birkenau, Opfer der Schoa
- 1912: Joel Mason, US-amerikanischer American-Football-Spieler und Basketballtrainer
- 1912: Sixten Sason, schwedischer Fahrzeugdesigner
- 1912: Bruno Uher, österreichischer Komponist
- 1913: Teobaldo Depetrini, italienischer Fußballspieler und -trainer
- 1913: Loulie Jean Norman, US-amerikanische Sopranistin
- 1914: Jan Kapr, tschechischer Komponist
- 1915: Alberto Burri, italienischer Maler
- 1915: Jiří Mucha, tschechischer Kosmopolit und Schriftsteller, Publizist und Drehbuchautor
- 1916: Christian Broda, österreichischer Politiker
- 1918: Helmut Brennicke, deutscher Schauspieler, Regisseur, Hörspielsprecher, Schauspiellehrer und Autor
- 1919: Casandra Damirón, dominikanische Sängerin
- 1917: Leonard Chess, polnisch-US-amerikanischer Unternehmer
- 1918: Elaine de Kooning, US-amerikanische Malerin
- 1919: Mike Stepovich, US-amerikanischer Politiker, Gouverneur von Alaska
- 1921: Giovanni Agnelli, italienischer Industrieller
- 1921: Gordon MacRae, US-amerikanischer Sänger und Schauspieler
- 1921: Don McCafferty, US-amerikanischer American-Football-Trainer
- 1921: Chet Mutryn, US-amerikanischer American-Football-Spieler
- 1921: Ralph Shapey, US-amerikanischer Dirigent und Komponist
- 1922: Arnim Dahl, deutscher Stuntman und Artist

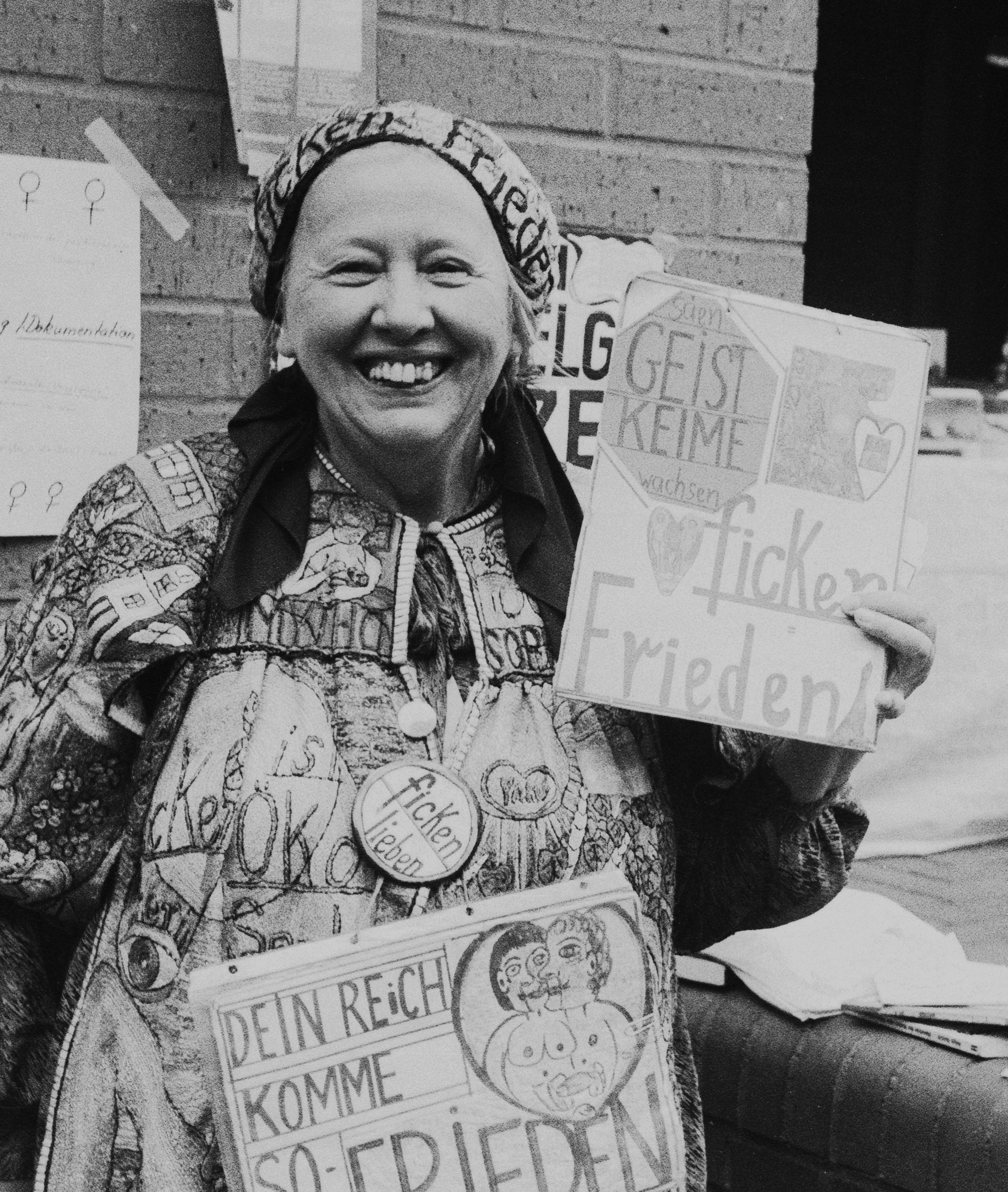
Helga Goetze (* 1922)

- 1922: Helga Goetze, deutsche Künstlerin, Schriftstellerin und politische Aktivistin

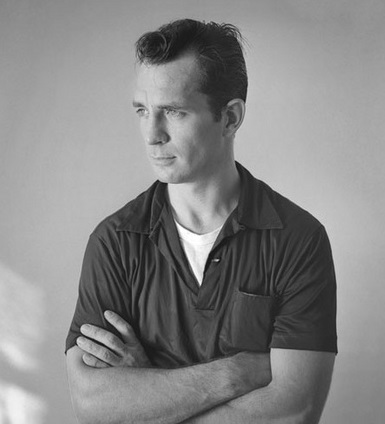
Jack Kerouac (* 1922)

- 1922: Jack Kerouac, US-amerikanischer Schriftsteller, Vertreter der Beat Generation (On The Road)
- 1923: Hjalmar Andersen, norwegischer Eisschnellläufer
- 1923: Ugo Attardi, italienischer Maler, Bildhauer und Schriftsteller
- 1923: Norbert Brainin, österreichisch-britischer Violinist
- 1923: Hanne Hiob, deutsche Schauspielerin
- 1923: Erwin Jehle, liechtensteinischer Skilangläufer
- 1923: Hans Platschek, deutscher Maler und Publizist
- 1923: Walter Schirra, US-amerikanischer Astronaut
- 1923: Mae Young, US-amerikanische Wrestlerin
- 1924: Valerio Bacigalupo, italienischer Fußballspieler
- 1925: Louison Bobet, französischer Radrennfahrer
- 1925: Lucius Burckhardt, Schweizer Soziologe und Nationalökonom
- 1925: Georges Delerue, französischer Filmkomponist
- 1925: Leo Esaki, japanischer Physiker, Nobelpreisträger
- 1925: Harry Harrison, US-amerikanischer Autor
- 1925ː Waltraut Kruse, deutsche Psychotherapeutin, Kommunalpolitikerin (CDU), Bürgermeisterin von Aachen

#### 1926–1950
- 1926: George Ariyoshi, US-amerikanischer Politiker, Gouverneur von Hawaii
- 1926: Karl Czok, deutscher Historiker
- 1926: Eberhard Heinrich, deutscher Journalist und Politiker, Vorsitzender der Journalistenverbandes der DDR
- 1926: Heinz Schönberger, deutscher Klarinettist und Orchesterleiter

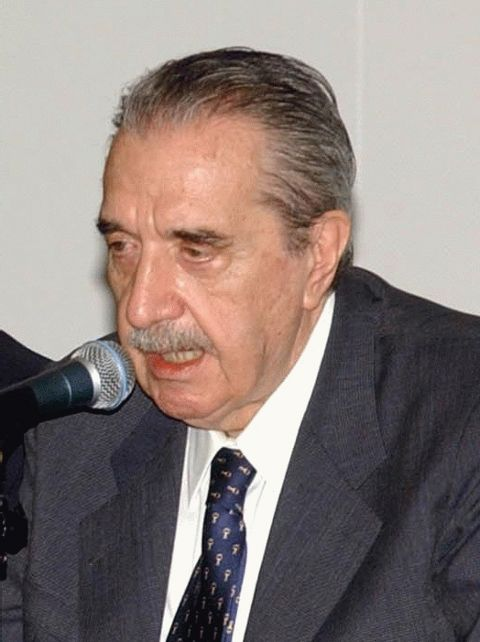
Raúl Alfonsín (* 1927)

- 1927: Raúl Alfonsín, argentinischer Politiker, Staatspräsident
- 1927: Georg Hörtnagel, deutscher Kontrabassist und Konzertagent
- 1927: Elmar Zeitler, deutscher Physiker
- 1928: Edward Albee, US-amerikanischer Schriftsteller
- 1928: Walter Althammer, deutscher Politiker, MdB
- 1928: Philip Jones, britischer Trompeter
- 1928: Werner Krolikowski, deutscher Politiker, Abgeordneter der Volkskammer, Mitglied des Politbüros des ZK der SED
- 1928: Paul Kuhn, deutscher Pianist, Bandleader und Sänger
- 1928: Aldemaro Romero, venezolanischer Komponist und Dirigent
- 1929: Winnie Gebhardt-Gayler, deutsche Illustratorin
- 1929: Hans Müllejans, deutscher Theologe und Aachener Dompropst
- 1929: Francisco Pulgar Vidal, peruanischer Komponist
- 1930: Hans Hammerschmid, österreichischer Komponist, Arrangeur, Pianist und Dirigent
- 1930: Vern Law, US-amerikanischer Baseballspieler
- 1931: François Rabbath, US-amerikanischer Komponist
- 1931: Jerzy Tuszewski, polnischer Journalist, Dokumentarfilmer, Dramatiker, Radio- und Theaterregisseur und Produzent von Dokumentarfilmen
- 1932: Andrew Young, US-amerikanischer Bürgerrechtsaktivist

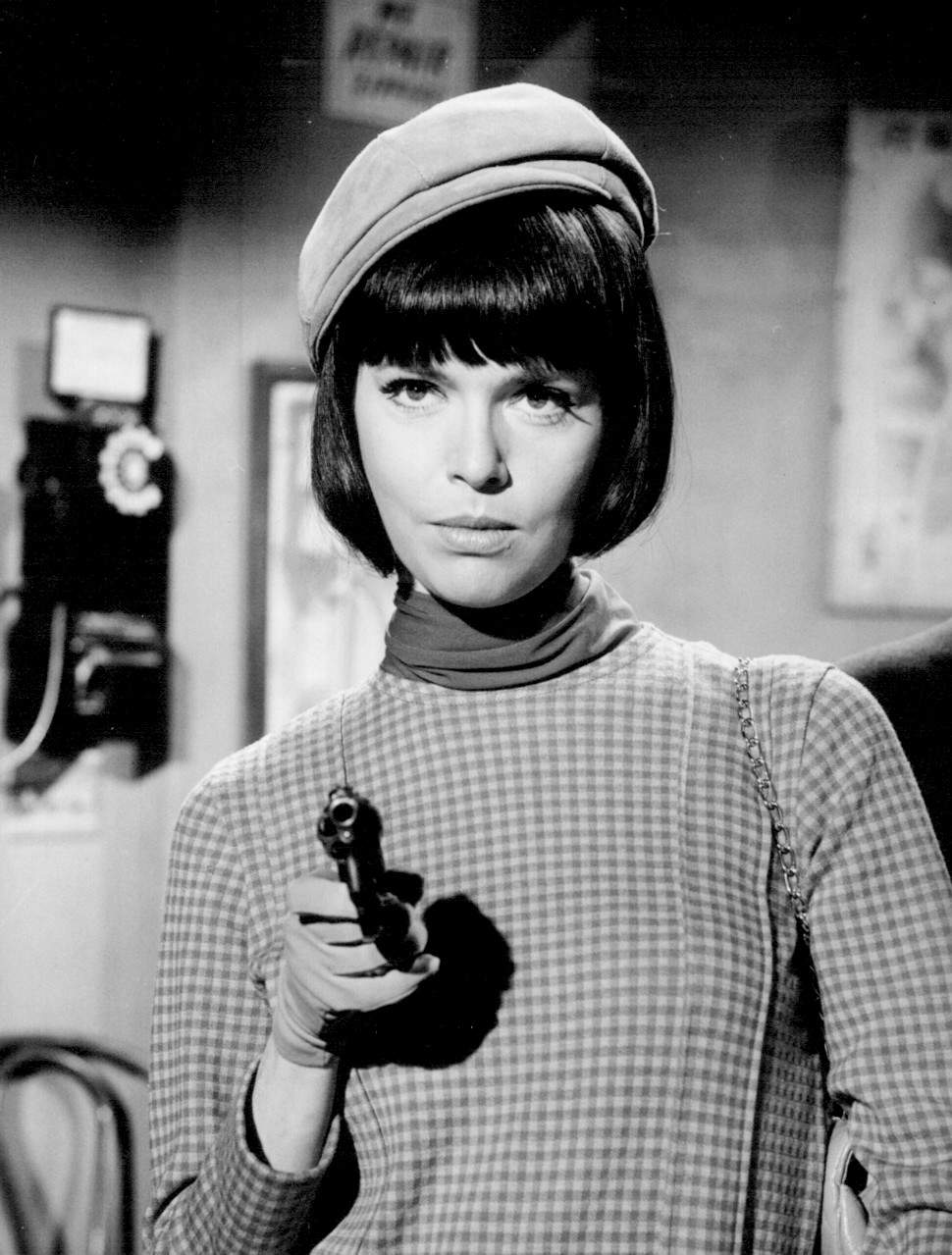
Barbara Feldon (* 1933)

- 1933: Barbara Feldon, US-amerikanische Schauspielerin
- 1933: Ryo Mabuchi, japanischer Wasserspringer
- 1933: Sali Shijaku, albanischer Maler
- 1934: Henryk Bista, polnischer Schauspieler
- 1934: Don Drummond, jamaikanischer Ska-Posaunist
- 1934: Adolf Frohner, österreichischer Maler und Grafiker
- 1935: Heinz Ahrens, deutscher Industriemanager
- 1935: Jacques Benveniste, französischer Mediziner
- 1935: Arne Eggebrecht, deutscher Ägyptologe
- 1935: Manfred Werp, deutscher Jurist, Richter am Bundesgerichtshof
- 1936: Eddie Sutton, US-amerikanischer Basketballtrainer
- 1937: Surab Sotkilawa, georgischer Fußballer und Opernsänger
- 1938: Dimitri Terzakis, griechischer Komponist
- 1939: Martha Schad, deutsche Historikerin und Autorin
- 1940: Giuseppe Cuscito, italienischer Archäologe und Historiker

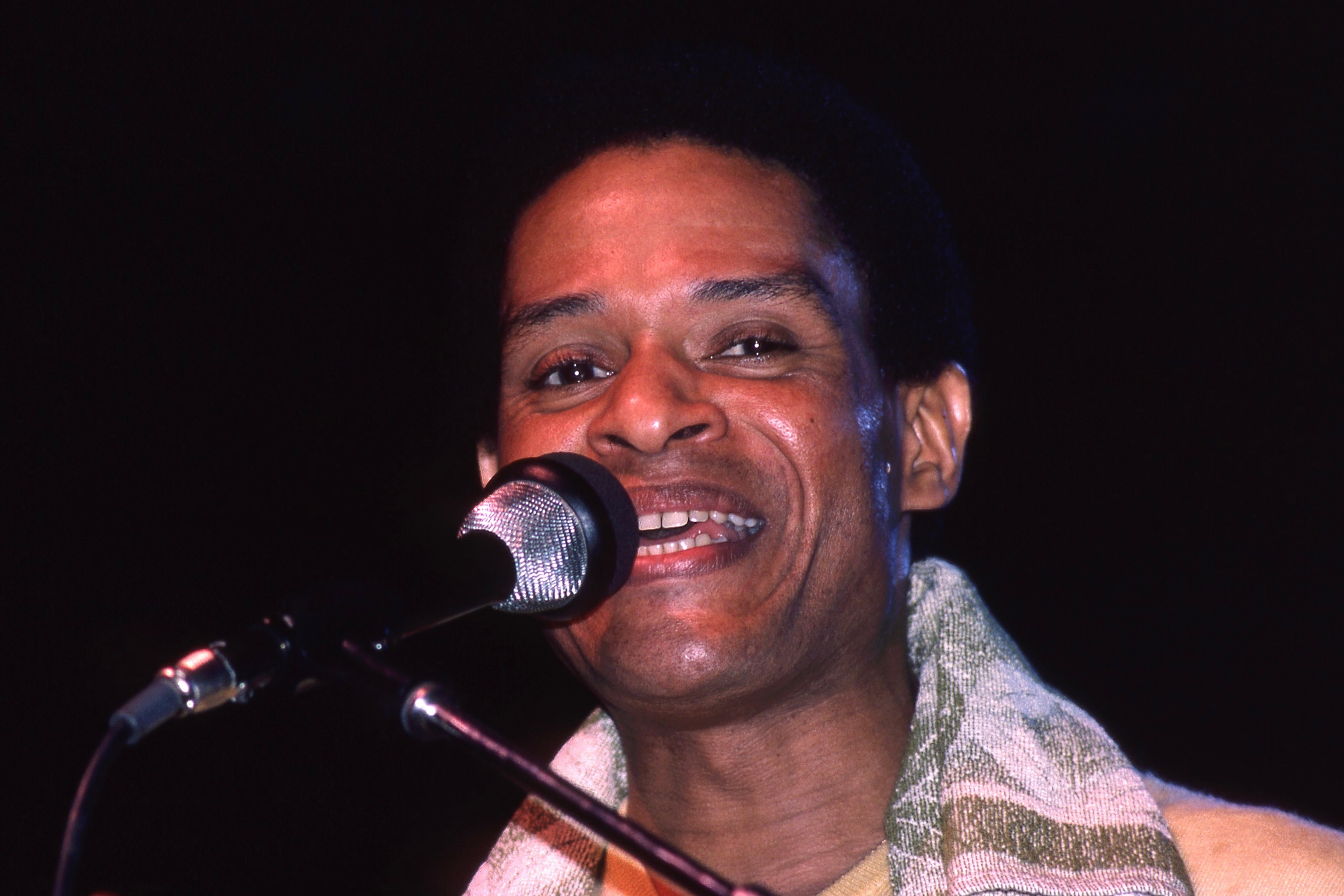
Al Jarreau (* 1940)

- 1940: Al Jarreau, US-amerikanischer Jazz-, Pop-, R&B-Sänger und Songautor
- 1940: M. A. Numminen, finnischer Sänger, Komponist und Filmemacher
- 1941: Erkki Salmenhaara, finnischer Komponist und Musikwissenschaftler
- 1941: Wilhelm Neuwirth, österreichischer Ordenspriester
- 1942: Fred Julsing, niederländischer Cartoonzeichner
- 1942: Ratko Mladić, bosnisch-serbischer General, Kriegsverbrecher
- 1942: Jimmy Wynn, US-amerikanischer Baseballspieler
- 1943: Mina Assadi, persische Lyrikerin und Autorin
- 1943: Zohra Ben Lakhdar, tunesische Physikerin
- 1943: Joachim Bublath, deutscher Physiker und Fernsehmoderator
- 1943: Christean Wagner, deutscher Politiker, Landesminister, MdL
- 1944: Peter Orloff, deutscher Sänger und Songschreiber
- 1944: Herbert Wessel, deutscher Leichtathlet
- 1945: Sammy Gravano, US-amerikanischer Krimineller
- 1945: Jim Sharman, australischer Film- und Theaterregisseur
- 1946: Dean Cundey, US-amerikanischer Kameramann
- 1946: Peter Frischknecht, Schweizer Radrennfahrer

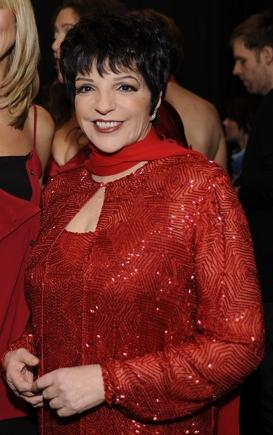
Liza Minnelli (* 1946)

- 1946: Liza Minnelli, US-amerikanische Schauspielerin und Sängerin
- 1946: Ricky King, deutscher Musiker
- 1947: Aldo Arencibia, kubanischer Radrennfahrer
- 1947: Peter Harry Carstensen, deutscher Politiker, MdB, MdL, Ministerpräsident von Schleswig-Holstein
- 1947: Kalervo Palsa, finnischer Maler
- 1947: Franz Zettl, österreichischer Musiker
- 1947: Konrad Hünteler, deutscher Musiker
- 1947: Mitt Romney, US-amerikanischer Geschäftsmann und Politiker, Gouverneur von Massachusetts, Senator
- 1948: William M. Anderson, nordirischer Filmeditor

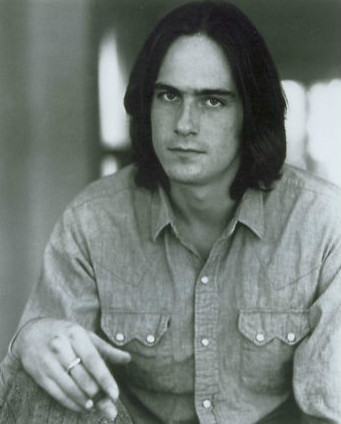
James Taylor (* 1948)

- 1948: James Taylor, US-amerikanischer Sänger
- 1948: Les Holroyd, britischer Musiker (Barclay James Harvest)
- 1948: Ole Thestrup, dänischer Schauspieler
- 1949: Rob Cohen, US-amerikanischer Regisseur
- 1949: Bill Payne, US-amerikanischer Rockpianist und -keyboarder
- 1949: Tetsuo Satō, japanischer Volleyballspieler
- 1949: Reinhard Weis, deutscher Politiker, Abgeordneter der Volkskammer, MdB
- 1950: Javier Clemente, spanischer Fußballspieler und -trainer
- 1950: Manfred Jäger, deutscher Endurosportler
- 1950: Jon Provost, US-amerikanischer Schauspieler
- 1950: Leo Wieland, deutscher Journalist

#### 1951–1975
- 1952: Yasuhiko Okudera, japanischer Fußballspieler
- 1952: Randy Stonehill, US-amerikanischer Sänger und Komponist
- 1953: Alwin Fitting, deutscher Arbeitnehmervertreter der RWE Power AG
- 1953: Jürgen Fritz, deutscher Musiker

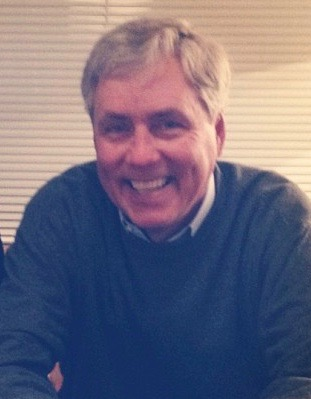
Carl Hiaasen (* 1953)

- 1953: Carl Hiaasen, US-amerikanischer Journalist und Schriftsteller
- 1953: Ron Jeremy, US-amerikanischer Pornodarsteller
- 1953: Ryan Paris, italienischer Musiker
- 1954: Richard Winfred Anane, ghanaischer Politiker und Humanmediziner
- 1954: Elena Aprile, italienische Teilchenphysikerin
- 1954: Inessa Galante, lettische Sopranistin
- 1954: Claire Huguenin, Schweizer Juristin und Obligationenrechtlerin
- 1954: Brigitte Plateau, französische Informatikerin und Universitätspräsidentin
- 1955: Johann-Heinrich Ahlers, deutscher Politiker
- 1955: Giovanni Conte, Schweizer Eishockeyspieler und -trainer
- 1955: Marie-Jeanne Dufour, Schweizer Dirigentin
- 1956: Ove Robert Aunli, norwegischer Skilangläufer
- 1956: László Kiss, ungarischer Fußballspieler und -trainer
- 1956: Daniel Küchenmeister, deutscher Historiker und Autor
- 1956: Steve Harris, britischer Bassist und Songwriter
- 1956: Pim Verbeek, niederländischer Fußballtrainer
- 1956: Peter Weiß, deutscher Politiker
- 1957: Patrick Battiston, französischer Fußballspieler
- 1957: Marlon Jackson, US-amerikanischer Musiker und Sänger
- 1958: Phil Anderson, australischer Radrennfahrer
- 1958: Max Herbrechter, deutscher Schauspieler und Kabarettist
- 1958: Wilfried Mohren, deutscher Sportreporter

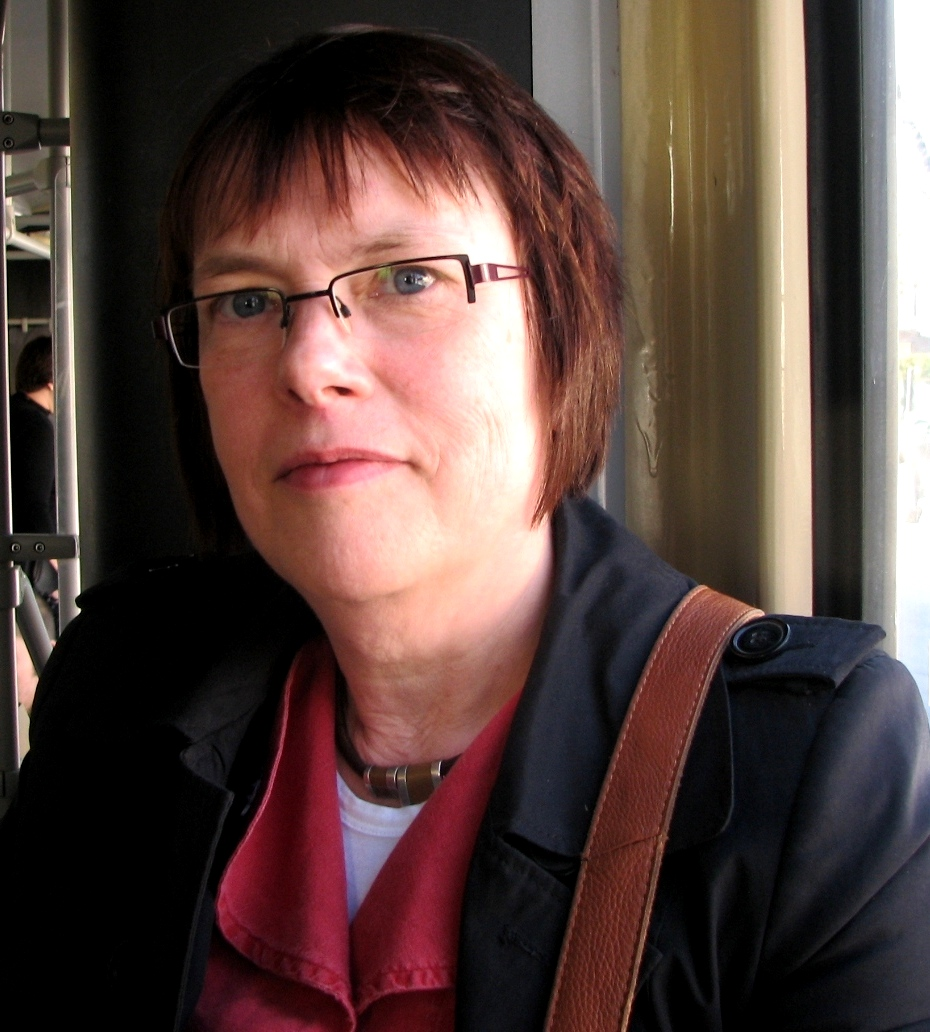
Kathrin Schmidt (* 1958)

- 1958: Kathrin Schmidt, deutsche Schriftstellerin

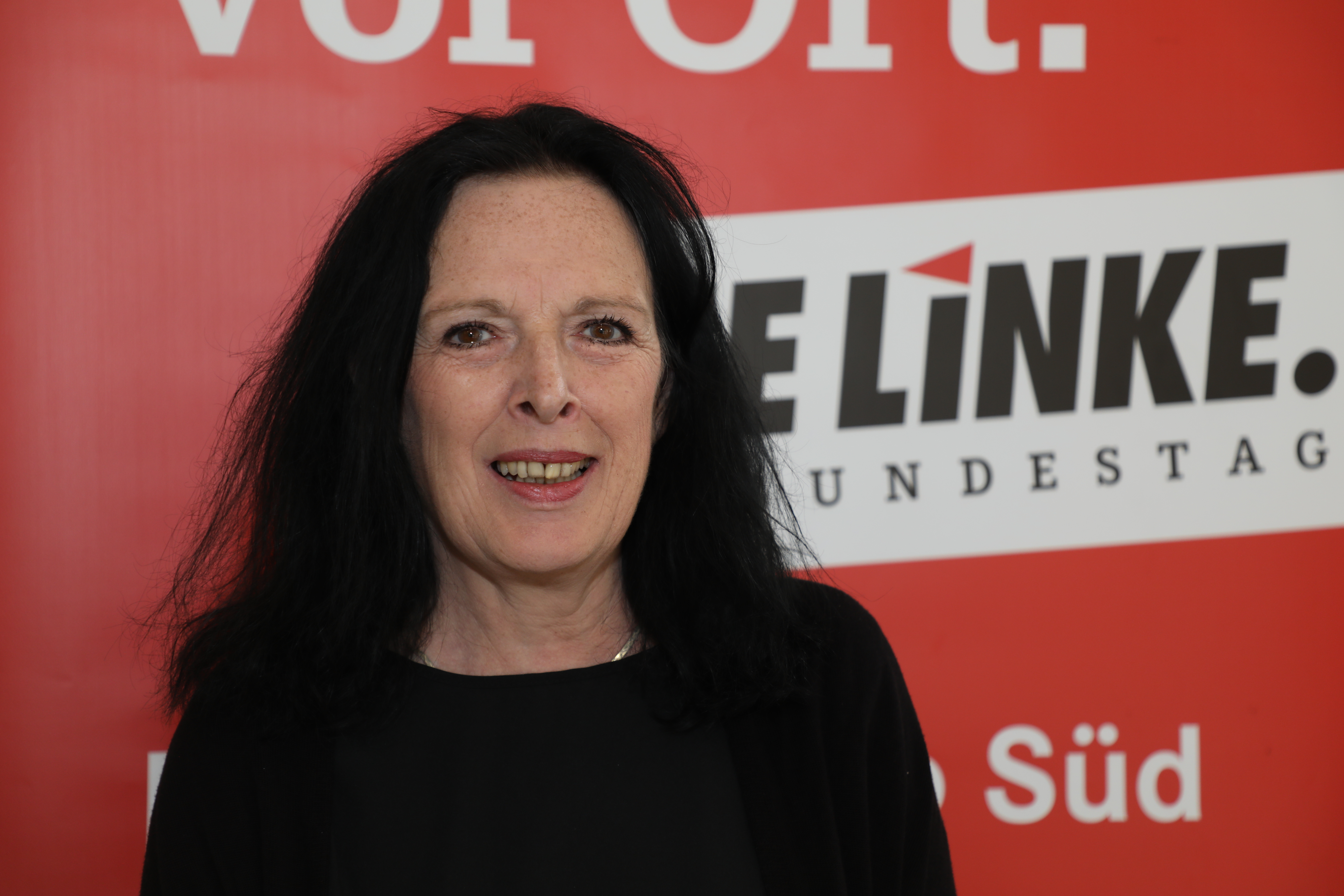
Eva Schreiber (* 1958)

- 1958: Eva-Maria Schreiber, deutsche Politikerin und Ethnologin
- 1959: Dennis Alexio, US-amerikanischer Schauspieler
- 1959: Eckhard Corsmeyer, deutscher Jurist
- 1959: Hermann Parzinger, deutscher Prähistoriker und Präsident des DAI
- 1960: Anne Brécart, Schweizer Schriftstellerin und Übersetzerin
- 1960: Beat Glogger, Schweizer Wissenschaftsjournalist, Fernsehmoderator und Autor
- 1960: Reinhard Johler, österreichischer Ethnologe und Sozialanthropologe
- 1960: Courtney B. Vance, US-amerikanischer Schauspieler
- 1961: Steven Griffith, US-amerikanischer Eishockeyspieler

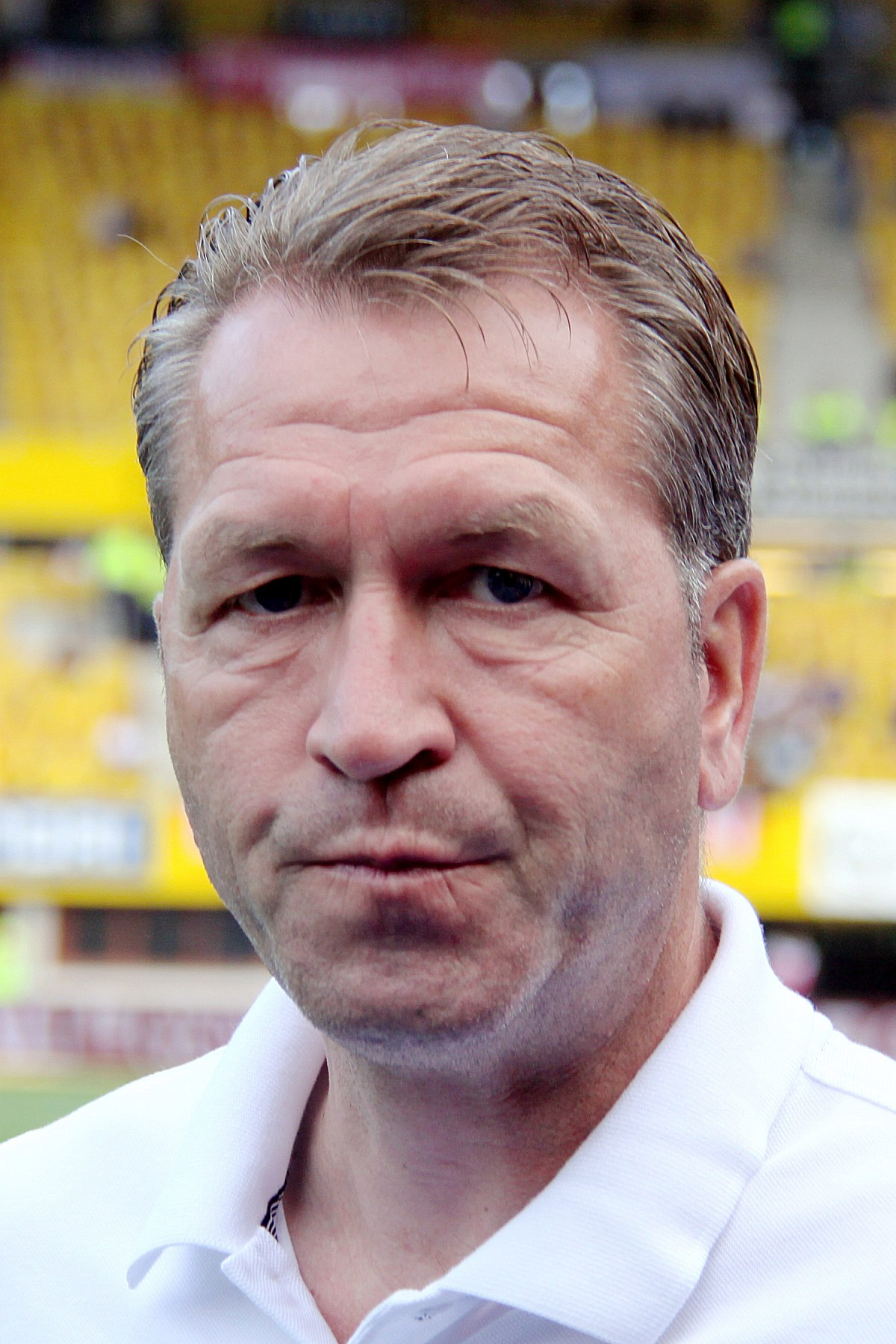
Andreas Köpke (* 1962)

- 1962: Andreas Köpke, deutscher Fußballspieler und -manager
- 1962: Darryl Strawberry, US-amerikanischer Baseballspieler
- 1963: John Andretti, US-amerikanischer Autorennfahrer
- 1963: Joaquim Cruz, brasilianischer Leichtathlet
- 1963: Stefan Göttelmann, deutscher Kirchenmusiker und Solo-Organist
- 1963: Kazik Staszewski, polnischer Rock- und Punkmusiker
- 1963: Eva Feußner, deutsche Politikerin
- 1964: Dieter Eckstein, deutscher Fußballspieler
- 1965: Max Müller, österreichischer Schauspieler und Sänger
- 1966: Oliver Grüner, deutscher Ruderer
- 1966: Wolfgang Jordan, deutscher Brigadegeneral des Heeres der Bundeswehr
- 1967: Axel Boisen, dänischer Dokumentarfilmautor, -produzent und -regisseur
- 1967: Thomas Dietz, deutscher Politiker

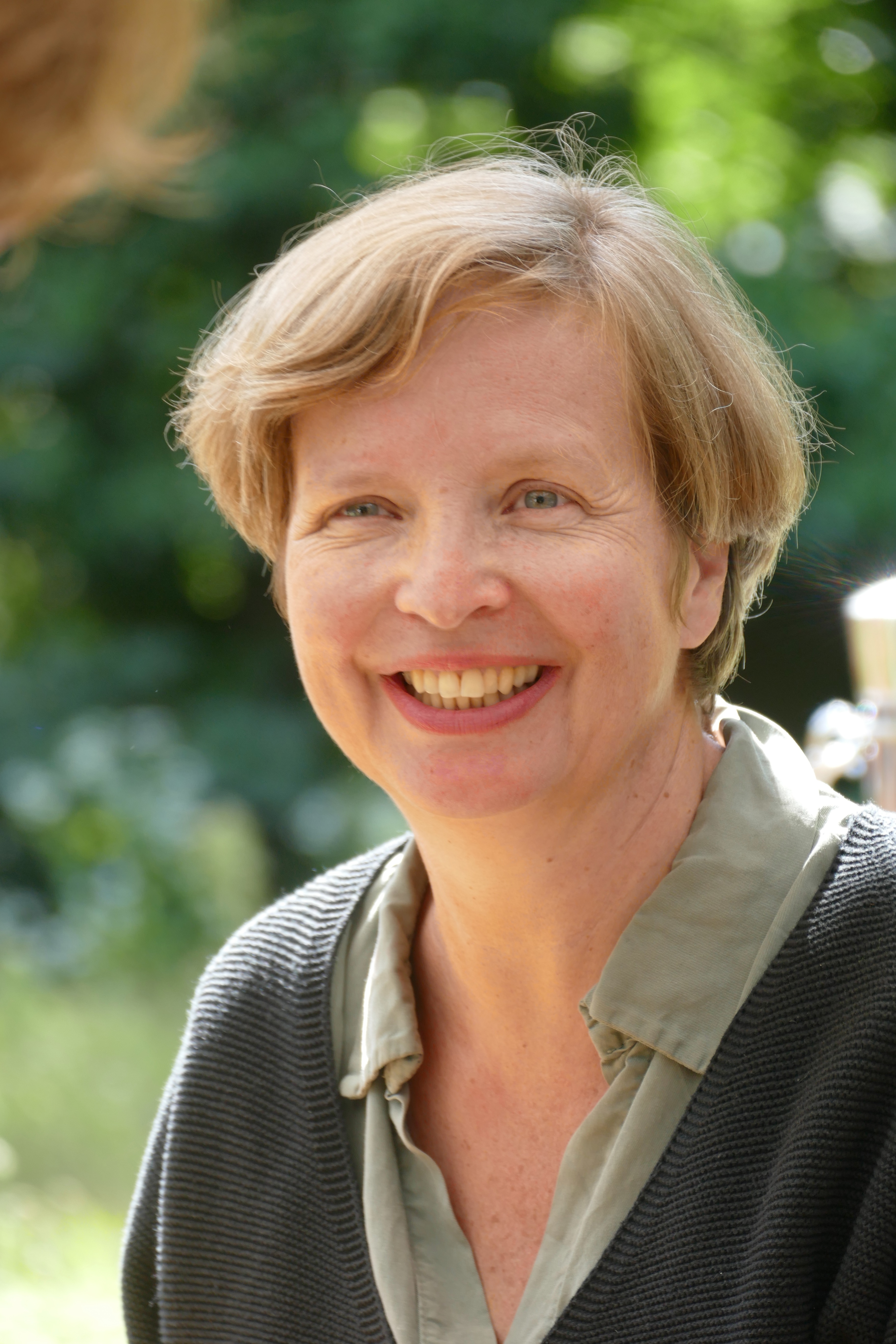
Jenny Erpenbeck (* 1967)

- 1967: Jenny Erpenbeck, deutsche Schriftstellerin
- 1967: Rick Worthy, US-amerikanischer Schauspieler
- 1968: Aaron Eckhart, US-amerikanischer Schauspieler
- 1968: Bjarne Mädel, deutscher Schauspieler
- 1969: Chad Silver, schweizerisch-kanadischer Eishockeyspieler
- 1969: Beyazıt Öztürk, türkischer Showmaster, Schauspieler und Entertainer
- 1969: Graham Coxon, britischer Musiker und Maler
- 1970: Jan Eiberg Jørgensen, dänischer Handballspieler
- 1970: Gudula Geuther, deutsche Hörfunkjournalistin
- 1971: Karolina Arewång-Højsgaard, schwedische Orientierungsläuferin
- 1971: Ogün Sanlısoy, türkischer Rockmusiker
- 1972: Christian Möllmann, deutscher Schauspieler und Sänger
- 1972: Andreas Tzermiadianos, griechischer Schachspieler
- 1972: Lisa Werlinder, schwedische Schauspielerin und Sängerin
- 1973: Tim Fischer, deutscher Chansonnier
- 1974: Petra Aigner, österreichische Soziologin
- 1974: Charles Akonnor, ghanaisch-deutscher Fußballspieler
- 1974: Bettina Bernadotte, deutsch-schwedische Adelige, Geschäftsführerin der Mainau GmbH

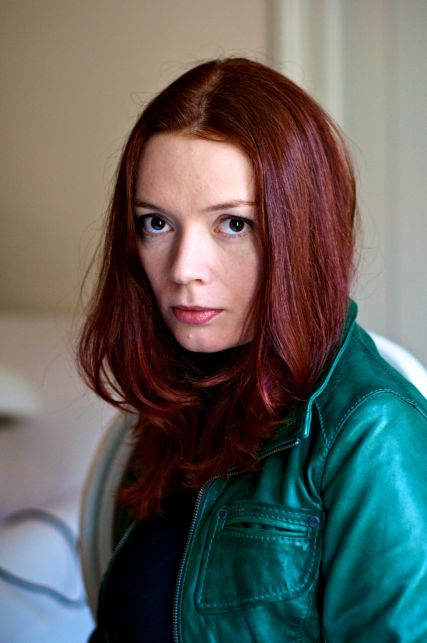
Zoë Beck (* 1975)

- 1975: Zoë Beck, deutsche Schriftstellerin
- 1975: Martin Hansson, schwedischer Skirennläufer
- 1975: Edgaras Jankauskas, litauischer Fußballspieler und -trainer
- 1975: Cecilie Leganger, norwegische Handballspielerin
- 1975: Pavel Nešťák, tschechischer Eishockeytorwart
- 1975: Valérie Nicolas, französische Handballspielerin und -trainerin
- 1975: André Poggenburg, deutscher Politiker
- 1975: Kristine Roug, dänische Seglerin, Olympiasiegerin und Weltmeisterin
- 1975: Sigmundur Davíð Gunnlaugsson, isländischer Politiker

#### 1976–2000
- 1976: Andreas Erm, deutscher Leichtathlet
- 1976: Deron Quint, US-amerikanischer Eishockeyspieler
- 1977: Amdy Faye, senegalesischer Fußballspieler
- 1977: Rita König, rumänisch-deutsche Florettfechterin
- 1977: Antonio Mateu Lahoz, spanischer Fußballschiedsrichter
- 1978: Daniel Becke, deutscher Radrennfahrer Daniel Becke (* 1978)

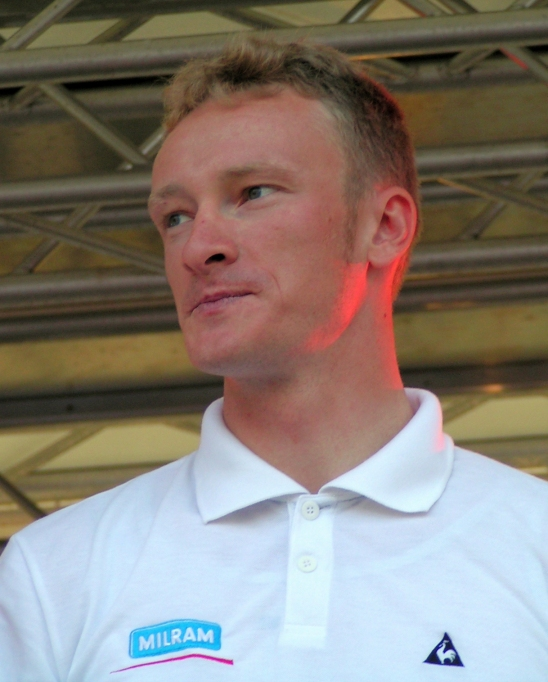
Daniel Becke (* 1978)

- 1978: Arina Tanemura, japanische Manga-Zeichnerin
- 1978: Jörg Zereike, deutscher Handballtorwart
- 1979: Rhys Coiro, US-amerikanischer Schauspieler
- 1979: Pete Doherty, britischer Sänger und Gitarrist
- 1979: Enrico Kern, deutscher Fußballspieler
- 1979: Annika Lau, deutsche Radio- und Fernsehmoderatorin
- 1979: Tim Wieskötter, deutscher Kanute
- 1980: Cristian Fiél, spanischer Fußballspieler und Fußballtrainer
- 1980: California Molefe, botswanischer Leichtathlet
- 1980: Jérémie Njock, kamerunischer Fußballspieler
- 1981: Friedrich Mücke, deutscher Schauspieler
- 1982: Samm Levine, US-amerikanischer Schauspieler und Komiker
- 1982: Tobias Schweinsteiger, deutscher Fußballspieler und -trainer
- 1983: Atif Aslam, pakistanischer Popsänger
- 1984: Jaimie Alexander, US-amerikanische Schauspielerin Jaimie Alexander (* 1984)

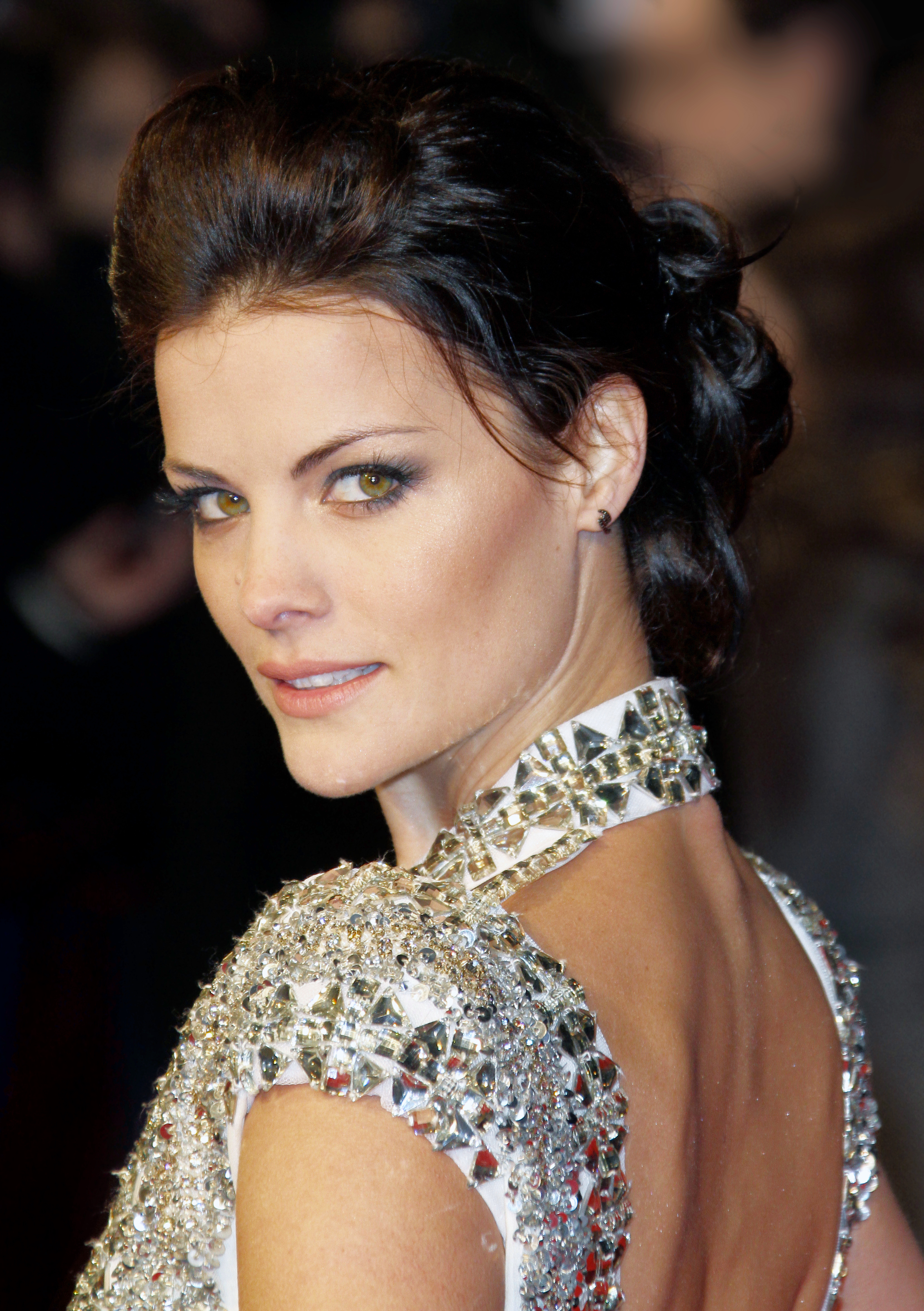
Jaimie Alexander (* 1984)

- 1985: Macarena Aguilar, spanische Handballspielerin
- 1985: Christianne Mwasesa, kongolesische Handballspielerin
- 1985: Stromae, bürgerlich Paul Van Haver, belgischer Musiker und Produzent.
- 1985: Bradley Wright-Phillips, englischer Fußballspieler
- 1986: Kasper Irming Ryan Andersen, dänischer Handballspieler
- 1986: Martynas Andriuškevičius, litauischer Basketballspieler
- 1986: Daniar Dshunussow, deutscher Eishockeyspieler
- 1986: František Rajtoral, tschechischer Fußballspieler
- 1987: Johannes Dürr, österreichischer Skilangläufer
- 1987: Jessica Hardy, US-amerikanische Schwimmerin
- 1987: Timo Kunert, deutscher Fußballspieler
- 1987: Markus Noel, deutscher Handballspieler
- 1987: Teymur Rəcəbov, aserbaidschanischer Schachspieler, Großmeister
- 1988: Frederic Böhle, deutscher Schauspieler, Theaterdarsteller und Sänger
- 1988: Kim Ji-yeon, südkoreanische Säbelfechterin
- 1988: Konstantinos Mitroglou, griechischer Fußballspieler
- 1989: Hakan Arslan, türkischer Fußballspieler
- 1989: Jennifer Werth, deutsche Fußballspielerin Jennifer Werth (* 1989)

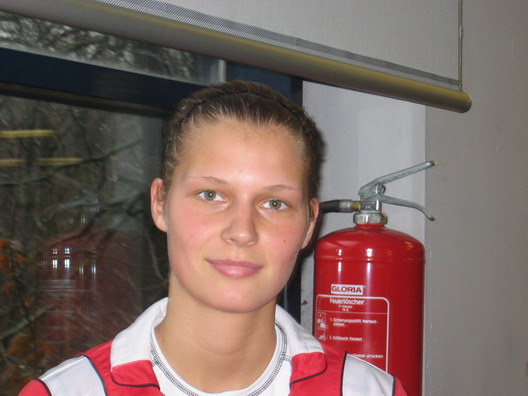
Jennifer Werth (* 1989)

- 1990: Jesper Asselman, niederländischer Radrennfahrer
- 1990: Livio Cori, italienischer Rapper
- 1990: Dawid Kubacki, polnischer Skispringer
- 1990: Franziska Müller, deutsche Handballspielerin
- 1990: Milena Raičević, montenegrinische Handballspielerin
- 1991: Errdeka, deutscher Rapper
- 1991: Felix Kroos, deutscher Fußballspieler
- 1991: Fabian Schomburg, deutscher Handballspieler
- 1992: Willian Arão, brasilianischer Fußballspieler
- 1992: Daniele Baselli, italienischer Fußballspieler
- 1992: Natalie Holzner, österreichische Sängerin
- 1994: Katie Archibald, schottische Bahnradsportlerin
- 1995: Caro Daur, deutsche Bloggerin, Instagrammerin und Schauspielerin
- 1996: Tom Booth-Amos, britischer Motorradrennfahrer
- 1996: Philo Paz Armand, indonesischer Automobilrennfahrer
- 1996: Fabian Grubeck, österreichischer Fußballspieler
- 1996: Serhou Guirassy, guineisch-französischer Fußballspieler
- 1996: Cene Prevc, slowenischer Skispringer
- 1997: Tae Crowder, US-amerikanischer American-Football-Spieler
- 1998: Emma Bading, deutsche Schauspielerin und Regisseurin
- 1999: Kendall Applegate, US-amerikanische Schauspielerin
- 2000: Alessandro Plizzari, italienischer Fußballspieler
- 2000: Søren Wærenskjold, norwegischer Radrennfahrer

### 21. Jahrhundert
- 2002: Teddy Jenks, englischer Fußballspieler
- 2005: Eya Guezguez, tunesische Regattaseglerin
- 2005: Sarra Guezguez, tunesische Regattaseglerin
- 2008: Emma Kok, niederländische Sängerin

## Gestorben

### Vor dem 16. Jahrhundert
- 0250: Pionius, christlicher Märtyrer
- 0417: Innozenz I., Papst
- 0604: Gregor der Große, Papst, Benediktiner, Kirchenvater und Kirchenlehrer
- 0636: Sisenand, König der Westgoten
- 0818: Theophanes, Chronist und Heiliger

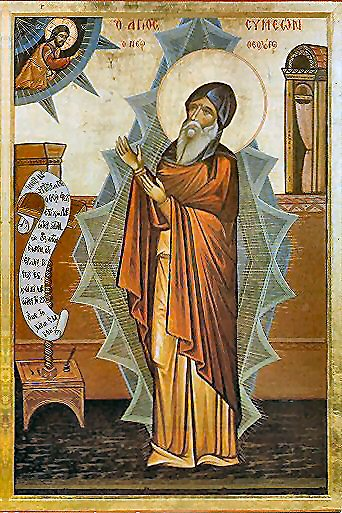
Symeon der Neue Theologe († 1022)

- 1022: Symeon der Neue Theologe, byzantinischer Kirchenlehrer, Mystiker und Dichter
- 1122: Giso IV., Graf im Oberlahngau und von Gudensberg
- 1160: al-Muqtafi, Kalif der Abbasiden
- 1162: Knud Henriksson, dänischer Herzog
- 1190: Siegfried III., Graf von Lebenau
- 1209: Nezāmi, persischer Dichter
- 1214: Balduin von Toulouse, Vizegraf von Bruniquel und Lautrec
- 1253: Fina, Heilige der römisch-katholischen Kirche
- 1289: Dimitri II. der Selbstaufopferer, georgischer König
- 1289: Guido II., Graf von St. Pol
- 1316: Stefan Dragutin, serbischer König
- 1325: Erich II., Herzog von Schleswig
- 1356: Rudolf I., Herzog und Kurfürst von Sachsen
- 1374: Go-Kōgon, japanischer Thronprätendent
- 1426: Katharina von Pommern-Stolp, Gräfin von Pfalz-Neumarkt, Schwester von Erik VII. und Mutter von Christoph III.
- 1447: Beatrix von Bayern, Gräfin von Pfalz-Neumarkt
- 1457: Jacques Juvénal des Ursins, Erzbischof von Reims und Administrator von Poitiers

### 16. bis 18. Jahrhundert
- 1505: Conrad Hensel, deutscher Theologe
- 1507: Cesare Borgia, italienischer Renaissanceherrscher
- 1510: Mihnea I. cel Rău, Woiwode der Walachei
- 1512: Alonso de Fonseca II., Erzbischof von Santiago de Compostela und Sevilla
- 1530: Barthold Moller, römisch-katholischer Theologe und Rektor der Universität Rostock
- 1536: Ulrich von Dornum, ostfriesischer Adliger
- 1547: Wenzeslaus Linck, deutscher Theologe und Reformator

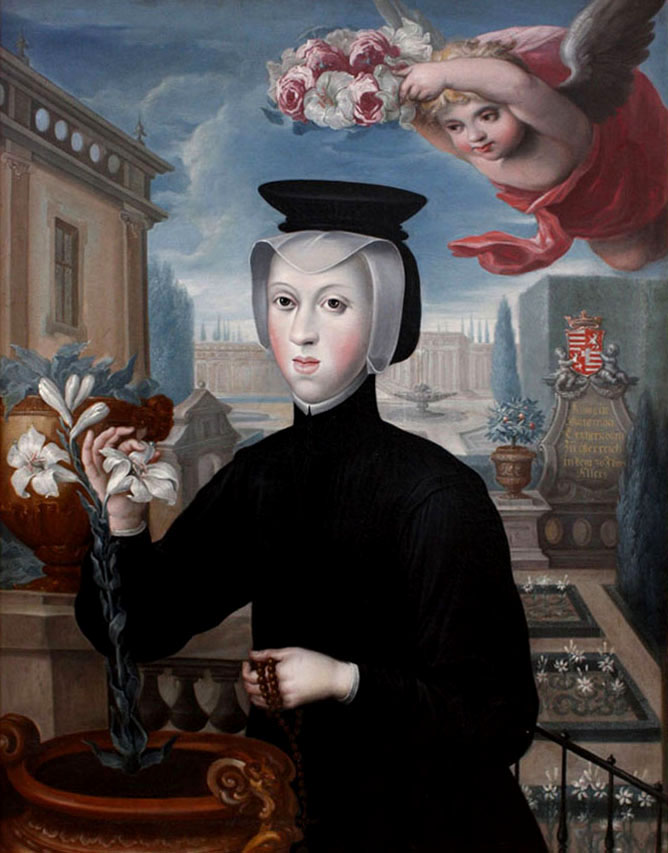
Margarethe von Österreich († 1567)

- 1567: Margarethe, Erzherzogin von Österreich, Mitbegründerin und Stiftsdame des Haller Damenstifts
- 1568: Cyriacus Lindemann, deutscher Pädagoge
- 1572: Mem de Sá, portugiesischer Adliger und Jurist, Generalgouverneur von Brasilien
- 1575: Erich V., Graf von Hoya
- 1578: Alessandro Piccolomini, italienischer Dichter, Philosoph und Astronom
- 1582: Andreas Ellinger, deutscher Mediziner und neulateinischer Dichter
- 1597: Franz III., Graf von Waldeck zu Landau
- 1602: Philipp IV., Graf von Nassau-Weilburg und Nassau-Saarbrücken
- 1627: Giovanni Battista Paggi, italienischer Kunstschriftsteller und Maler
- 1637: Anders Christensen Arrebo, dänischer Geistlicher und Schriftsteller
- 1638: Dam Vitzthum von Eckstedt, kursächsischer Generalmajor
- 1642: Johann von Ponickau, kaiserlicher Rat und Reichspfennigmeister des Ober- und Niedersächsischen Reichskreises
- 1647: Georg Christoph von Taupadel, deutscher General in schwedischen und französischen Diensten
- 1648: Tirso de Molina, spanischer Dichter
- 1655: Anna Maßmeyer, Opfer der Hexenverfolgungen des Rates der Stadt Minden
- 1655: Martin Statius, deutscher evangelischer Theologe
- 1680: John Cranston, Gouverneur der Colony of Rhode Islands and Providence Plantations
- 1681: Frans van Mieris der Ältere, niederländischer Maler
- 1697: Gaspar de la Cerda Sandoval Silva y Mendoza, spanischer Kolonialverwalter und Vizekönig von Neuspanien
- 1699: François Le Fort, Schweizer Vertrauter des Zaren Peter I., Reorganisator der russischen Streitkräfte und erster russischer Admiral
- 1700: Kasimir, Graf von Lippe-Brake
- 1703: Aubrey de Vere, 20. Earl of Oxford, englischer Adeliger
- 1721: Johannes Luyts, niederländischer Mathematiker, Philosoph, Astronom und Physiker

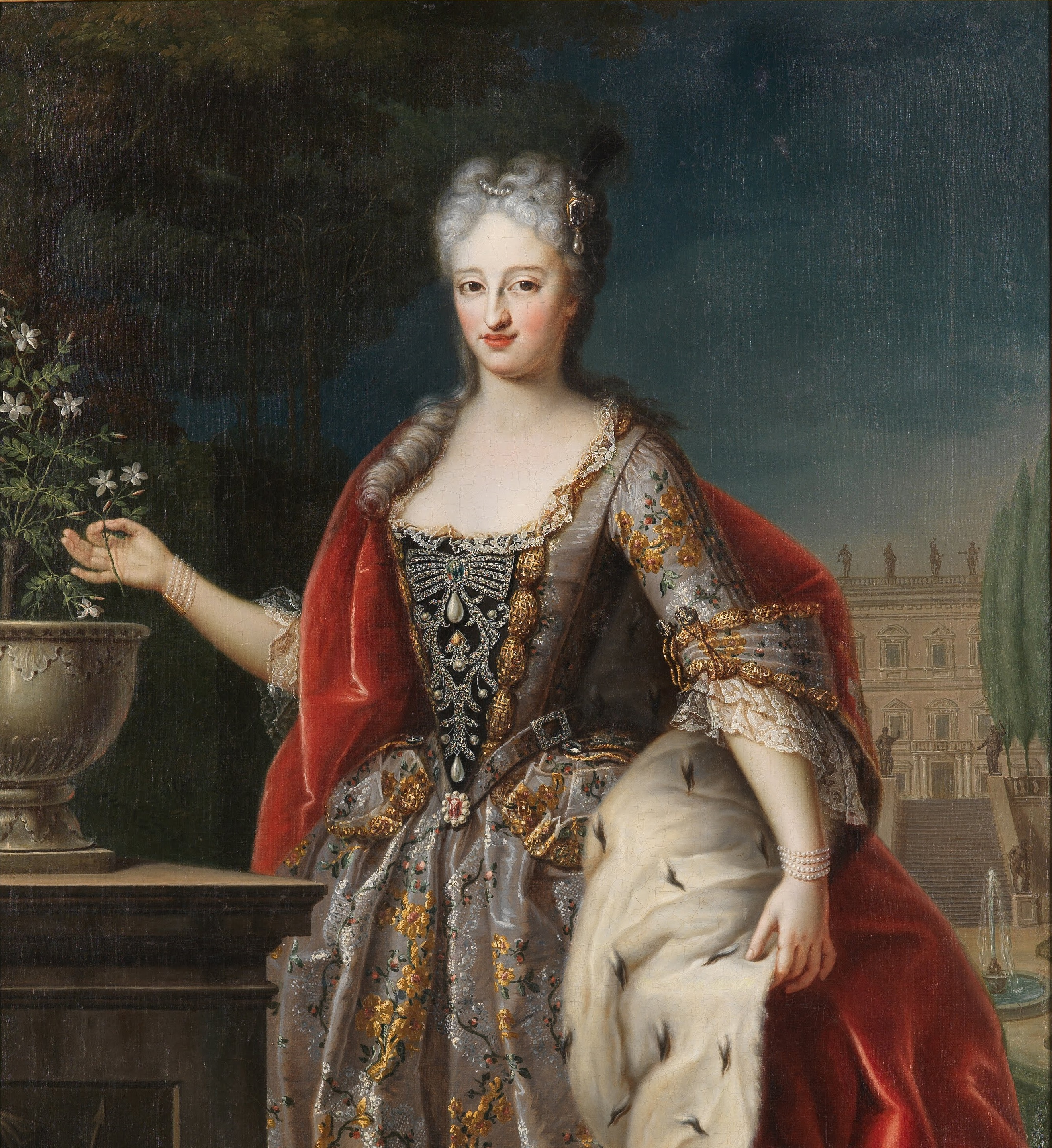
Anna Christine Luise von Pfalz-Sulzbach († 1723)

- 1723: Anna Christine Luise, Pfalzgräfin von Sulzbach, Herzogin von Savoyen und Kronprinzessin von Sardinien-Piemont
- 1724: François-Louis de Clermont-Tonnerre, Bischof von Langres
- 1728: Carlo Sigismondo Capece, italienischer Librettist und Theaterschriftsteller
- 1734: Karl Franz Joseph Haringer, österreichisch-mährischer Maler und Freskant
- 1734: Antonius Schultingh, niederländischer Rechtswissenschaftler
- 1737: Karl Alexander, Herzog von Württemberg
- 1740: Gisela Agnes von Rath, Fürstin von Anhalt-Köthen
- 1747: Samuel Crell, deutscher Prediger
- 1747: Miwang Pholhane Sönam Tobgye, tibetischer Feldherr und Politiker, Herrscher von Tibet
- 1757: Giuseppe Galli da Bibiena, italienischer Architekt und Bühnenbildner
- 1764: Marie Antoinette von Ahlefeldt, deutsche Reichsgräfin und Priorin des Klosters Uetersen
- 1766: Friedrich Franz Ernst von Plotho, preußischer Offizier
- 1772: Franz de Paula Penz, Tiroler Pfarrer und Kirchenbaumeister
- 1790: Andreas Hadik von Futak, österreichischer Feldmarschall und Reiterführer

### 19. Jahrhundert
- 1801: Gebhard XXVIII. von Alvensleben, deutscher Politiker und Gutsbesitzer
- 1812: Johann Jakob Griesbach, deutscher Professor
- 1820: Alexander MacKenzie, britischer Geograph und Entdecker
- 1831: Wladimir Grigorjewitsch Orlow, russischer Wissenschaftsmanager, Bruder von Grigori Orlow

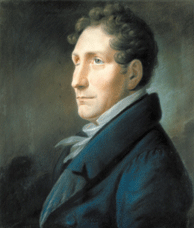
Friedrich Kuhlau († 1832)

- 1832: Friedrich Kuhlau, deutsch-dänischer Komponist
- 1834: Karl Wilhelm Feuerbach, deutscher Mathematiker
- 1837: Franz Xaver Josef Ackermann, badischen Jurist und Politiker
- 1840: Georg Friedrich Baumgärtel, deutscher Pädagoge
- 1840: Gustav Wilhelm Struckmann, deutscher Jurist und Autor
- 1842: Maximilian Joseph Pozzi, deutscher Bildhauer
- 1845: Maria Catharina Tismar, deutsche Stiftungsgründerin
- 1849: Maria Christina von Neapel-Sizilien, Königin von Sardinien-Piemont
- 1850: Henriette Jügel, deutsche Malerin
- 1851: Christoph Arentz, deutscher Benediktiner-Pater und Naturwissenschaftler
- 1852: Georg August von Auenfels, österreichischer Generalmajor und Ritter des Militär-Maria-Theresia-Ordens
- 1854: Carl Andreas Naumann, deutscher Ornithologe
- 1855: Fruto Chamorro Pérez, Präsident von Nicaragua
- 1865: Jakob Adam, Schweizer Politiker und Jurist
- 1867: Johann Heinrich Möller, deutscher Historiker, Orientalist, Archivar und Bibliothekar
- 1869: Ernst Haberbier, deutscher Komponist und kaiserlich russischer Hofpianist
- 1870: Enrique de Borbón, Herzog von Sevilla und Infant von Spanien
- 1871: Heinrich Cramer, Schweizer Metzger und Volksdichter
- 1872: Zeng Guofan, chinesischer Staatsmann
- 1873: Tomás Martínez Guerrero, Präsident von Nicaragua
- 1875: Maria Schmidt, deutsche Sängerin, Schauspielerin und Harfenspielerin
- 1880: Bernhard Gugler, deutscher Mathematiker und Musikwissenschaftler
- 1886: Ysaak Brons, deutscher Politiker, Kaufmann und Reeder, Mitglied der Frankfurter Nationalversammlung
- 1898: Johann Jakob Balmer, Schweizer Mathematiker und Physiker
- 1898: Zacharias Topelius, finnlandschwedischer Dichter und Schriftsteller
- 1899: Julius Vogel, Premierminister von Neuseeland

### 20. Jahrhundert

#### 1901–1950
- 1902: John Peter Altgeld, US-amerikanischer Politiker
- 1902: Georg Hummel, deutscher Elektrotechniker, Erfinder und Unternehmer
- 1905: Rudolf von Alt, österreichischer Landschafts- und Architekturmaler

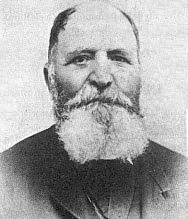
Joseph Monier († 1906)

- 1906: Joseph Monier, französischer Gärtner, erfand den Stahlbeton
- 1907: Gabriel Anrep, schwedischer Genealoge

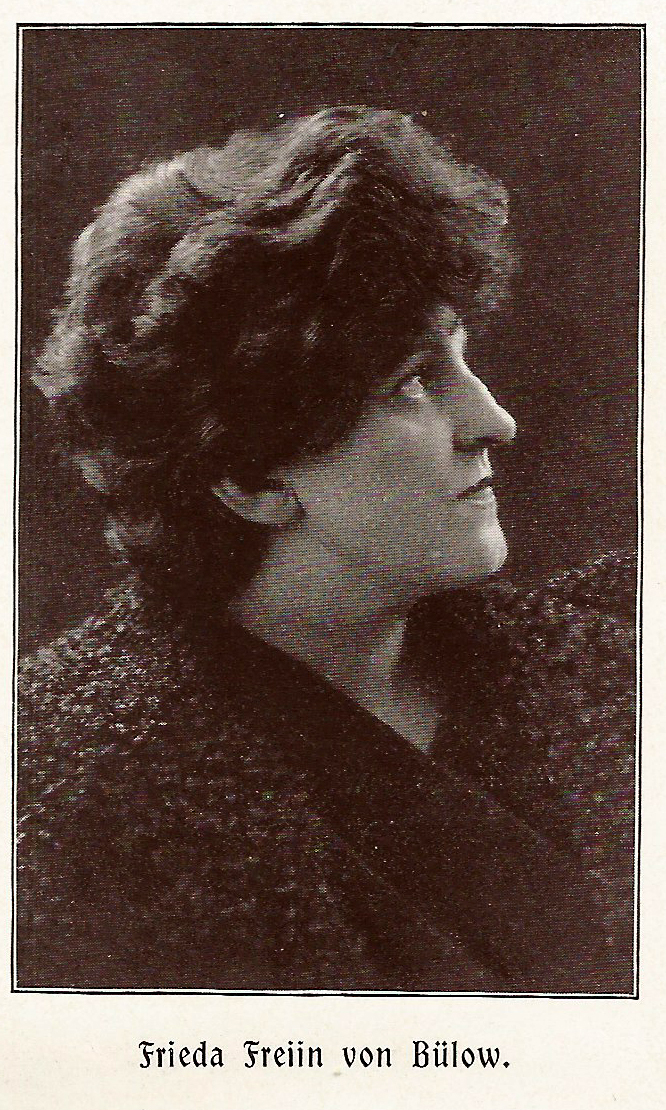
Frieda von Bülow († 1909)

- 1909: Frieda von Bülow, deutsche Schriftstellerin
- 1909: Herrmann Julius Meyer, deutscher Verleger
- 1910: Bertram Armytage, australischer Kavallerieoffizier und Polarforscher
- 1910: Antonín Vojtěch Horák, tschechischer Komponist und Dirigent
- 1913: Josef Bayer, österreichischer Komponist
- 1914: George Westinghouse, US-amerikanischer Erfinder

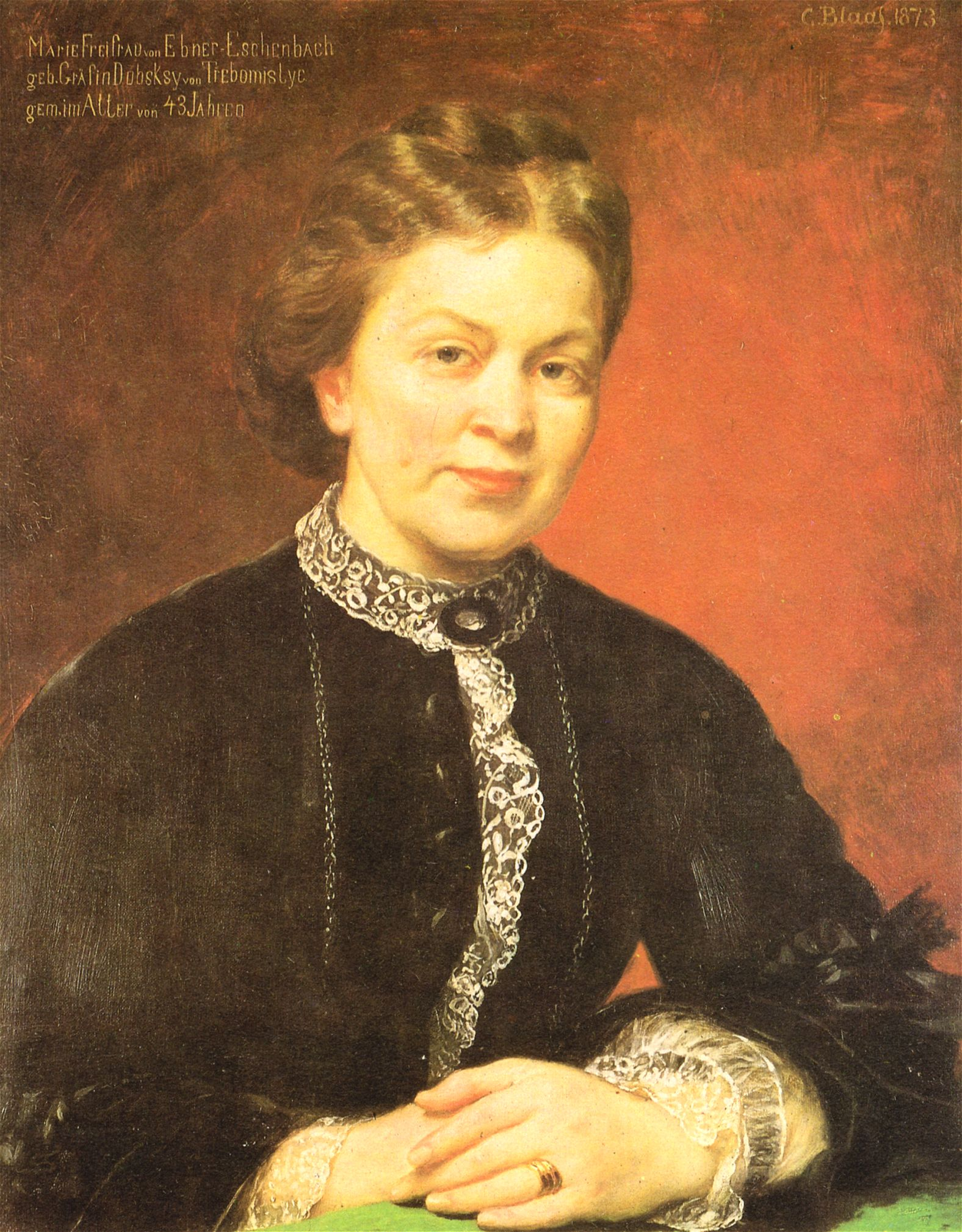
Marie von Ebner-Eschenbach († 1916)

- 1916: Marie von Ebner-Eschenbach, österreichische Schriftstellerin
- 1924: Joachim von Pfeil, deutscher Afrikaforscher
- 1924: Clara von Sivers, deutsche Malerin
- 1925: Sun Yat-sen, chinesischer Politiker
- 1926: Hugo Güldner, deutscher Motorenbauer und Technikpionier
- 1927: Georges Docquois, französischer Schriftsteller
- 1927: Walter Henry Rothwell, britischer Dirigent
- 1928: Marija Nikolajewna Jermolowa, russische Theaterschauspielerin

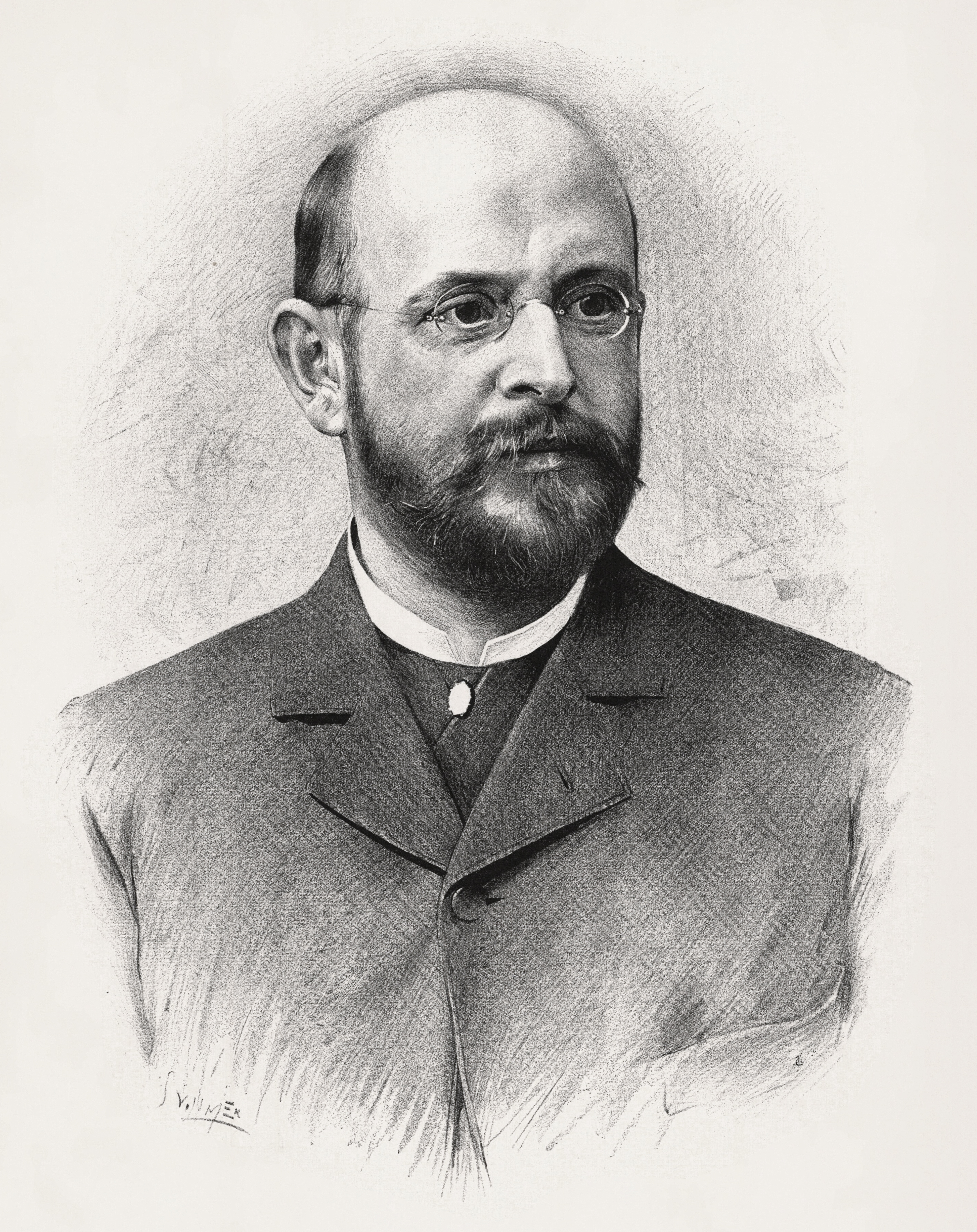
Alois Jirásek († 1930)

- 1930: Alois Jirásek, tschechischer Schriftsteller und Historiker
- 1931: Lillie P. Bliss, US-amerikanische Mäzenatin und Mitbegründerin des Museum of Modern Art
- 1932: Jacques Fehrnbach, französischer Turner
- 1932: Ivar Kreuger, schwedischer Unternehmer, Gründer der Svenska Tändsticks AB (STAB)
- 1934: Harry Green, britischer Langstreckenläufer
- 1935: Joseph Delmont, österreichischer Artist, Schriftsteller und Regisseur, erste Raubtierszenen der Filmgeschichte
- 1936: Félix Granet, französischer Politiker
- 1937: Jenő Hubay, ungarischer Komponist und Violinvirtuose
- 1937: Charles-Marie Widor, französischer Organist, Komponist und Lehrer
- 1941: Charles Sanford Skilton, US-amerikanischer Komponist und Organist
- 1942: Robert Bosch, deutscher Industrieller und Philanthrop
- 1942: William Henry Bragg, britischer Physiker, Nobelpreisträger
- 1943: Karl Heldmann, deutscher Historiker
- 1943: Gustav Vigeland, norwegischer Bildhauer
- 1943: Paul Wittig, deutscher Architekt, Bauingenieur, Direktor und Vorstandsvorsitzender der Berliner Hochbahngesellschaft
- 1944: Romolo Murri, italienischer Theologe

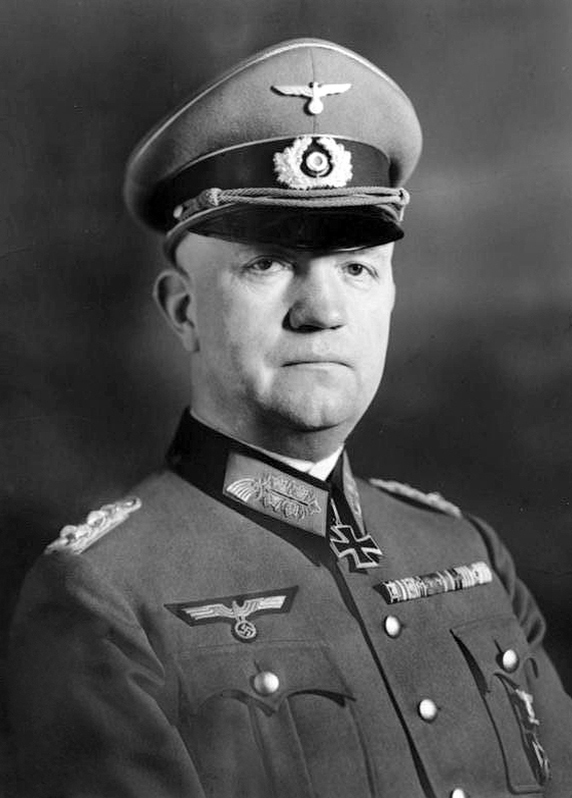
Friedrich Fromm († 1945)

- 1945: Friedrich Fromm, deutscher General
- 1945: Karl Gander, deutscher Lehrer und Heimatforscher
- 1945: Ludwig Rochlitzer, österreichischer Komponist
- 1946: József Gera, ungarischer Kinderarzt und Politiker
- 1947: Winston Churchill, US-amerikanischer Schriftsteller
- 1949: August Bier, deutscher Chirurg
- 1950: Heinrich Albert, deutscher Gitarrist und Komponist

#### 1951–2000
- 1951: Alfred Hugenberg, deutscher Unternehmer und Politiker, Reichsminister, Wegbereiter des Nationalsozialismus
- 1953: Itō Shizuo, japanischer Lyriker

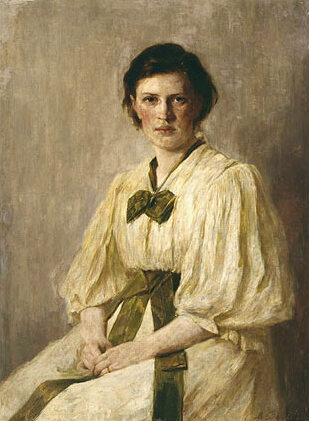
Marianne Weber († 1954)

- 1954: Marianne Weber, deutsche Frauenrechtlerin, Soziologin und Rechtshistorikerin

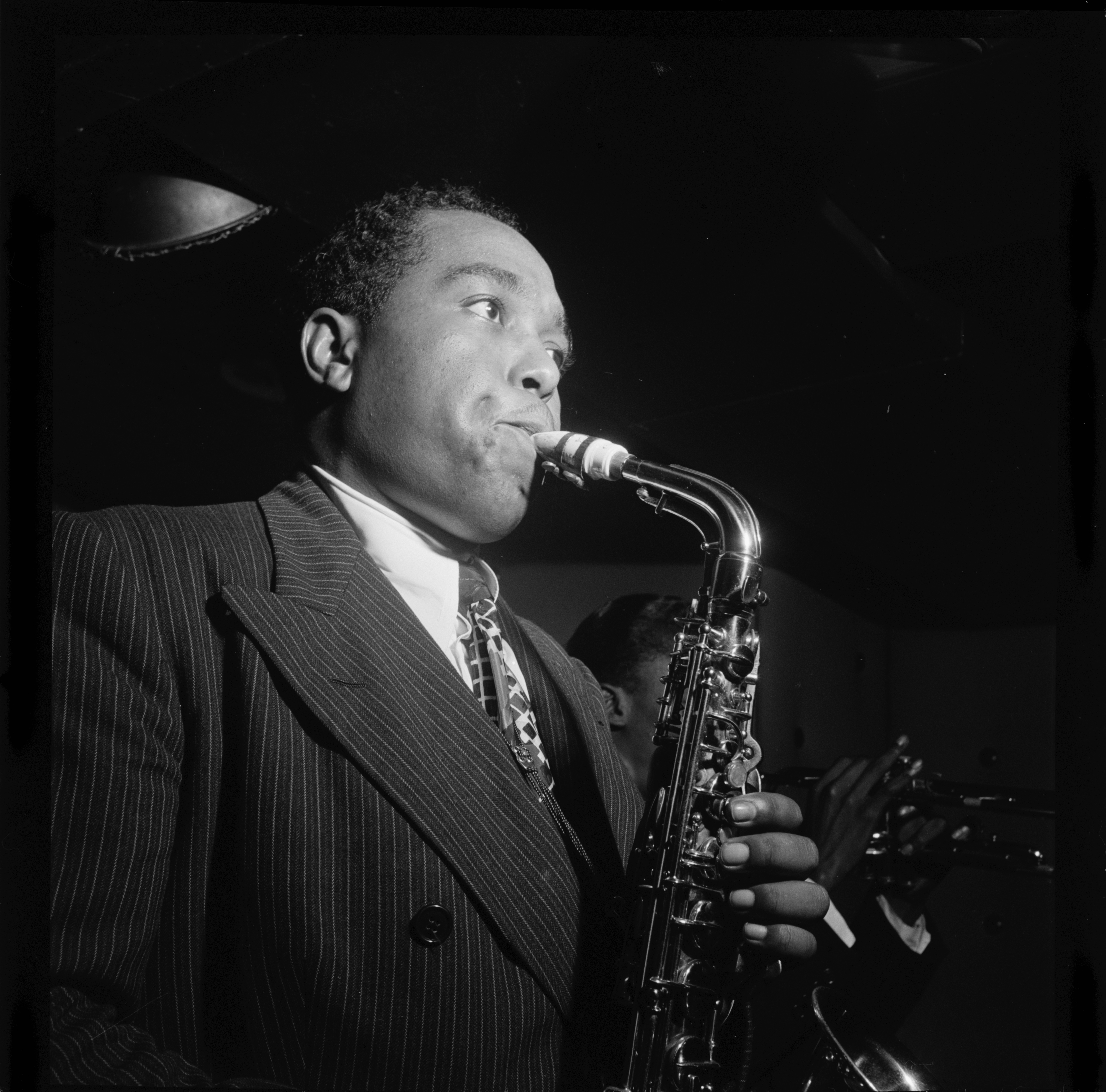
Charlie Parker († 1955)

- 1955: Charlie Parker, US-amerikanischer Jazz-Saxophonist
- 1955: Leo Wohleb, Staatspräsident des ehemaligen deutschen Bundeslandes Baden
- 1955: Theodor Plievier, deutscher Schriftsteller
- 1956: Bolesław Bierut, polnischer Politiker
- 1957: Josephine Hull, US-amerikanische Schauspielerin
- 1960: Semjon Iljitsch Bogdanow, Chef der sowjetischen Militäradministration in Brandenburg
- 1961: Hedwig Wangel, deutsche Schauspielerin
- 1964: ʿAbbās Mahmūd al-ʿAqqād, ägyptischer Schriftsteller, Historiker, Dichter, Philosoph und Journalist
- 1966: Sydney Camm, britischer Luftfahrtingenieur
- 1966: Roberto Vestrini, italienischer Ruderer

Grete Merrem-Nikisch († 1970)

- 1970: Grete Merrem-Nikisch, deutsche Sopranistin
- 1975: Paul Fitzgibbon, US-amerikanischer American-Football-Spieler
- 1975: Eugen Hund, deutscher politischer Funktionär
- 1975: David Urquhart, Baron Tayside, schottischer Unternehmer
- 1977: George Eldredge, US-amerikanischer Schauspieler
- 1977: Rutilio Grande, salvadorianischer Jesuitenpater der Theologie der Befreiung

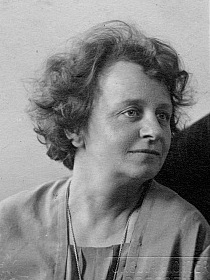
Etha Richter († 1977)

- 1977: Etha Richter, deutsche Bildhauerin
- 1978: Agustín Acosta, kubanischer Politiker und Schriftsteller
- 1980: Arthur Dobson, britischer Autorennfahrer
- 1984: Hans Kriesi, Schweizer Lehrer und Bühnenautor
- 1984: Juana Mordó, spanische Galeristin
- 1984: Heinz Oskar Wuttig, deutscher Drehbuchautor
- 1985: Earle C. Clements, US-amerikanischer Politiker
- 1987: Richard Levinson, US-amerikanischer Filmproduzent und Drehbuchautor
- 1988: Alessandro Bausani, italienischer Iranist, Islamwissenschaftler und Sprachwissenschaftler
- 1988: Felix-Eberhard von Cube, deutscher Komponist und Musikwissenschaftler
- 1989: Maurice Evans, britischer Schauspieler
- 1990: Rose Renée Roth, österreichische Schauspielerin
- 1990: Philippe Soupault, französischer Dichter und Schriftsteller
- 1991: José Maria Antunes, portugiesischer Fußballspieler und -trainer
- 1991: Emmi Bonhoeffer, deutsche Widerstandskämpferin gegen den Nationalsozialismus
- 1991: LeRoy Collins, US-amerikanischer Politiker
- 1991: Ragnar Granit, schwedischer Physiologe und Nobelpreisträger
- 1991: William Heinesen, färöischer Dichter

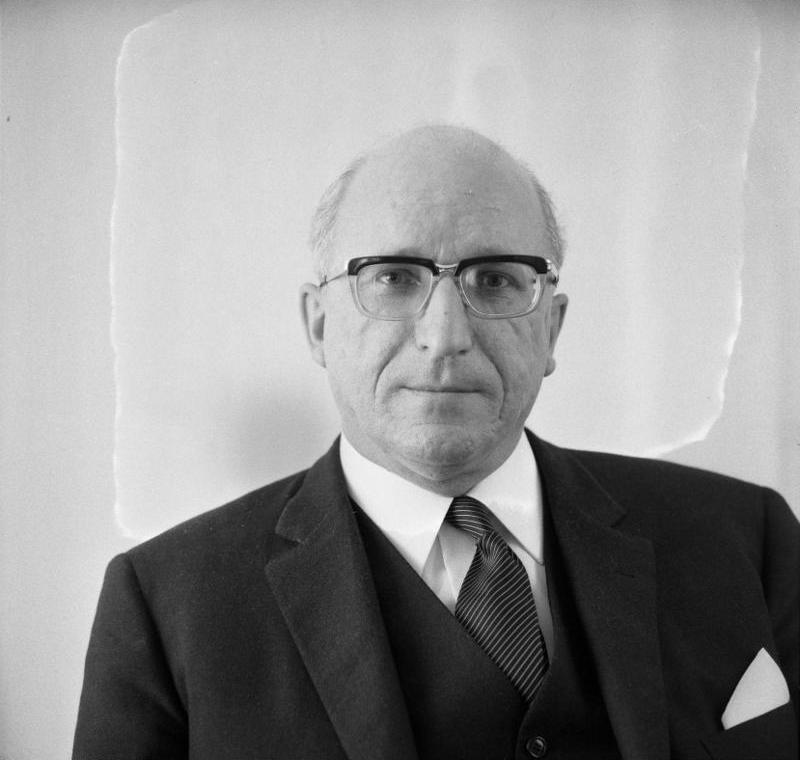
Heinz Kühn († 1992)

- 1992: Heinz Kühn, deutscher Politiker, MdB, MdL, Ministerpräsident von Nordrhein-Westfalen, MdEP
- 1993: Lonnie Frisbee, US-amerikanischer Hippie und Evangelist
- 1993: Michael Kanin, US-amerikanischer Drehbuchautor
- 1993: Frère Robert, französischer Arzt und Mönch
- 1993: Mac Speedie, US-amerikanischer American-Football-Spieler und -Trainer
- 1995: Vytautas Kasiulis, litauischer Maler und Kunsthändler
- 1996: Marte Harell, österreichischer Schauspieler
- 1996: Paul Scherman, kanadischer Geiger und Dirigent
- 1997: Hendrik Brugmans, niederländischer Politiker
- 1998: Siegfried Seifert, deutscher Zoologe
- 1999: Yehudi Menuhin, britisch-US-amerikanischer Violinist und Dirigent
- 2000: Cloyd Duff, US-amerikanischer Paukist

### 21. Jahrhundert
- 2001: Robert Ludlum, US-amerikanischer Schriftsteller, Schauspieler und Produzent

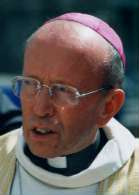
Louis-Marie Billé († 2002)

- 2002: Louis-Marie Billé, französischer Geistlicher, Erzbischof von Lyon, Primas von Frankreich
- 2002: Friedrich Falch, österreichischer Politiker, LAbg
- 2002: Spyros Kyprianou, griechisch-zypriotischer Politiker, Staatspräsident
- 2003: Zoran Đinđić, serbischer Politiker, Oberbürgermeister von Belgrad, Ministerpräsident
- 2003: Howard Fast, US-amerikanischer Schriftsteller
- 2003: Andrei Kiwiljow, kasachischer Radrennfahrer
- 2004: Finn Carling, norwegischer Schriftsteller
- 2004: Yvonne Cernota, deutsche Bobfahrerin
- 2005: Karl Blessing, deutscher Verleger
- 2005: Lisa Fittko, österreichische Schriftstellerin
- 2006: Jonatan Johansson, schwedischer Snowboarder
- 2006: Emil Beck, deutscher Fechttrainer
- 2006: Jurij Brězan, sorbischer Schriftsteller
- 2006: Luis Frías Sandoval, dominikanischer Chorleiter
- 2007: Lennart Heimer, schwedisch-US-amerikanischer Neurochirurg
- 2008: Erik Ågren, finnlandschwedischer Schriftsteller und Dichter
- 2008: Erwin Geschonneck, deutscher Schauspieler
- 2008: Alun Hoddinott, walisischer Komponist
- 2008: Lazare Ponticelli, letzter französischer Veteran des Ersten Weltkriegs
- 2008: Paulos Faraj Rahho, irakischer Geistlicher, Erzbischof von Mossul
- 2009: Pinsl, deutscher Maler
- 2010: Bob Attersley, kanadischer Eishockeyspieler und Kommunalpolitiker, Olympiamedaillengewinner

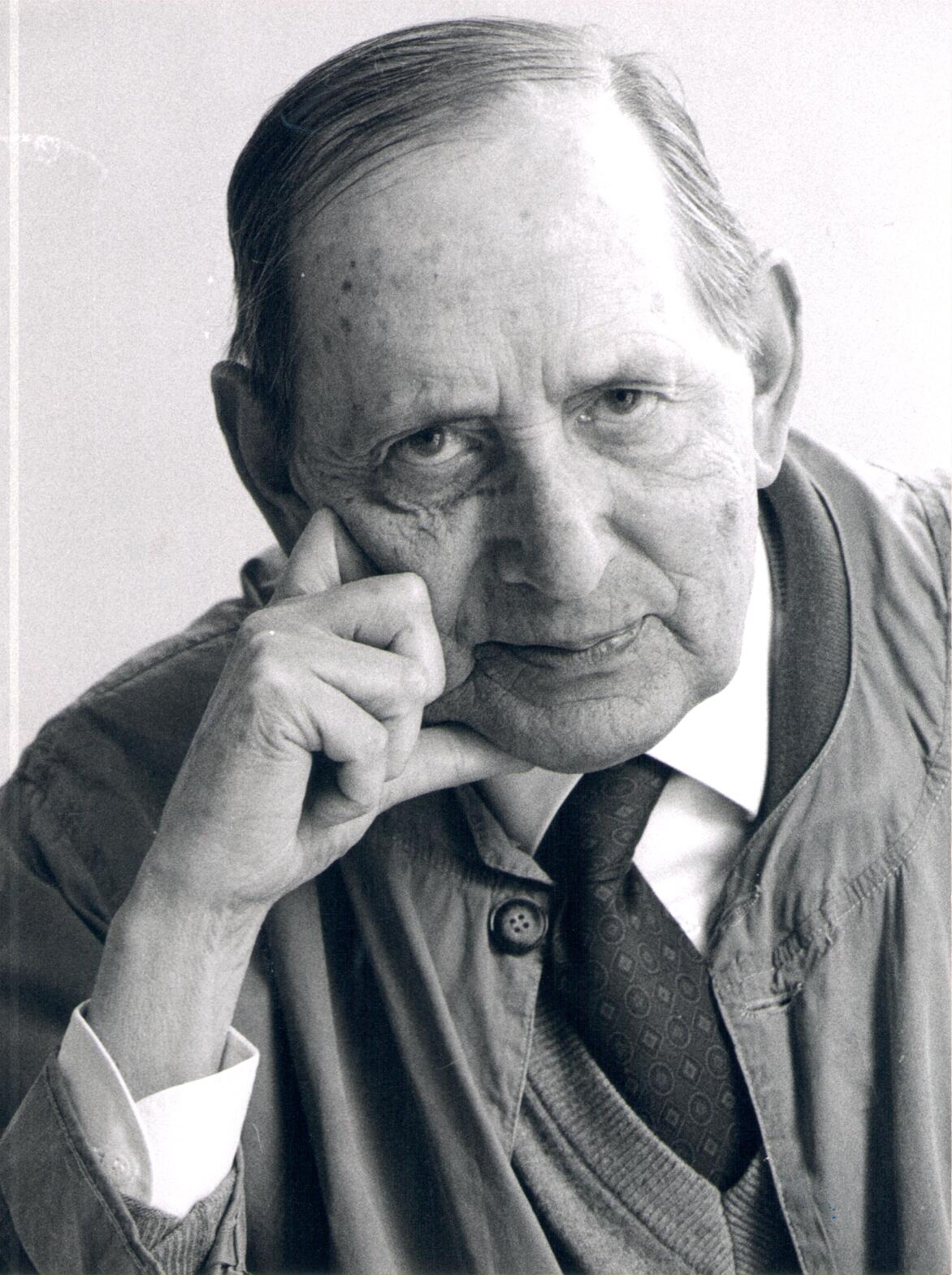
Miguel Delibes († 2010)

- 2010: Miguel Delibes, spanischer Schriftsteller
- 2010: Ernst Herhaus, deutscher Schriftsteller

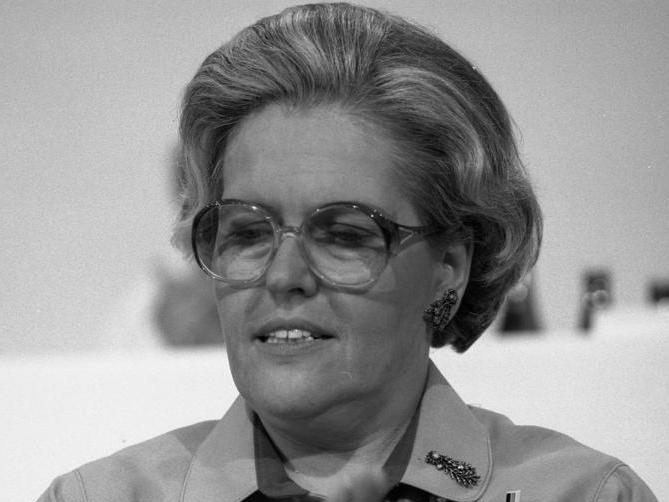
Hanna-Renate Laurien († 2010)

- 2010: Hanna-Renate Laurien, deutsche Politikerin, Staatssekretärin, MdL, Landesministerin, erste Präsidentin des Abgeordnetenhauses von Berlin
- 2011: Günter Amendt, deutscher Sozialwissenschaftler
- 2011: Karl Delorme, deutscher Politiker, Bürgermeister von Main, MdB
- 2011: Karlfried Gründer, deutscher Philosoph und Philosophiehistoriker
- 2011: Joe Morello, US-amerikanischer Musiker
- 2011: Dietmar Mues, deutscher Schauspieler
- 2011: Nilla Pizzi, italienische Sängerin
- 2012: Timo Konietzka, deutsch-schweizerischer Fußballspieler und -trainer, Schütze des ersten Bundesligatores
- 2012: Karl Meli, Schweizer Schwinger
- 2013: Clive Burr, britischer Schlagzeuger (Iron Maiden)
- 2015: Michael Graves, US-amerikanischer Architekt und Designer
- 2015: Terry Pratchett, britischer Fantasy-Schriftsteller
- 2016: Lloyd S. Shapley, US-amerikanischer Wirtschaftswissenschaftler und Mathematiker, Nobelpreisträger
- 2017: Horst Ehmke, deutscher Politiker, MdB, Bundesminister
- 2018: Bernard Morin, französischer Mathematiker
- 2018: Oleg Pawlowitsch Tabakow, sowjetischer bzw. russischer Schauspieler
- 2019: Leopold Kozłowski-Kleinman, polnischer Pianist, Komponist und Dirigent
- 2021: Gérard Aygoui, französischer Fußballspieler
- 2021: Jürgen Gerlach, deutscher Handballtrainer
- 2021: Goodwill Zwelithini kaBhekuzulu, König der Zulu
- 2021: Ivo Trumbić, jugoslawischer Wasserballspieler, Olympiasieger
- 2022: Henry Herscovici, israelischer Sportschütze
- 2022: Pentti Karvonen, finnischer Hindernisläufer
- 2022: Fujiya Matsumoto, japanischer Regattasegler
- 2022: Karl Offmann, mauritischer Politiker, Staatspräsident

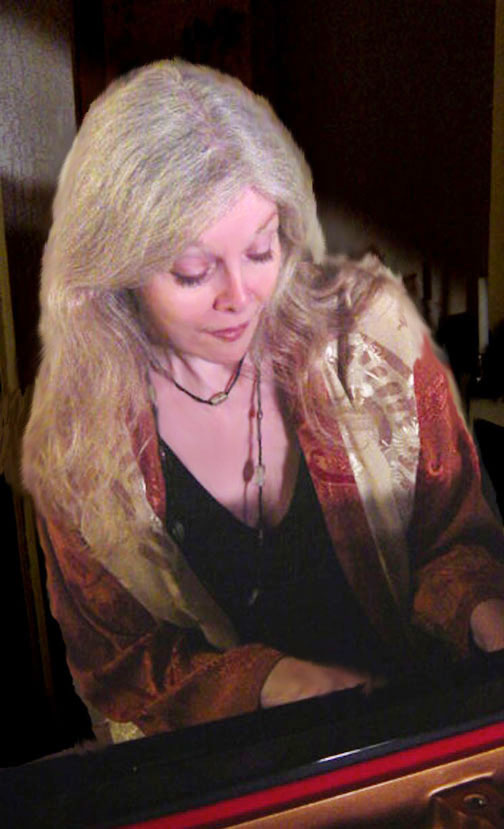
Jessica Williams († 2022)

- 2022: Jessica Williams, US-amerikanische Jazzpianistin
- 2023: Helen Balmer, Schweizer Bildhauerin
- 2023: Phyllida Barlow, britische Künstlerin
- 2023: Susan Cunliffe-Lister,  britische Politikerin
- 2023: Dick Fosbury, US-amerikanischer Leichtathlet, Olympiasieger, Entwickler des Fosbury-Flops
- 2023: Marek Kopelent, tschechischer Komponist
- 2023: Rudel Obreja, rumänischer Boxer und Sportfunktionär
- 2024: Madeleine Chapsal, französische Journalistin und Schriftstellerin
- 2025ː Peggy Parnass, deutsch-schwedische Journalistin, Gerichtsreporterin, Autorin und Schauspielerin
- 2025ː Linda Williams, US-amerikanische Filmwissenschaftlerin und Hochschullehrerin
- 2025: Karin Lesch, deutsche Schauspielerin

## Feier- und Gedenktage
- Kirchliche Gedenktage
  - Hl. Gregor der Große, römischer Theologe und Kirchenvater, Bischof und Papst (evangelisch, katholisch und orthodox)
  - Hl. Pionius, kleinasiatischer Presbyter und Märtyrer (armenisch)
- Namenstage
  - Almut, Maximilian
- Staatliche Feier- und Gedenktage
  - Färöer: Grækarismessa (seit 1943)
  - Mauritius: Unabhängigkeit von Großbritannien (1968)

Weitere Einträge enthält die Liste von Gedenk- und Aktionstagen.